# Regencia de María Cristina de Habsburgo

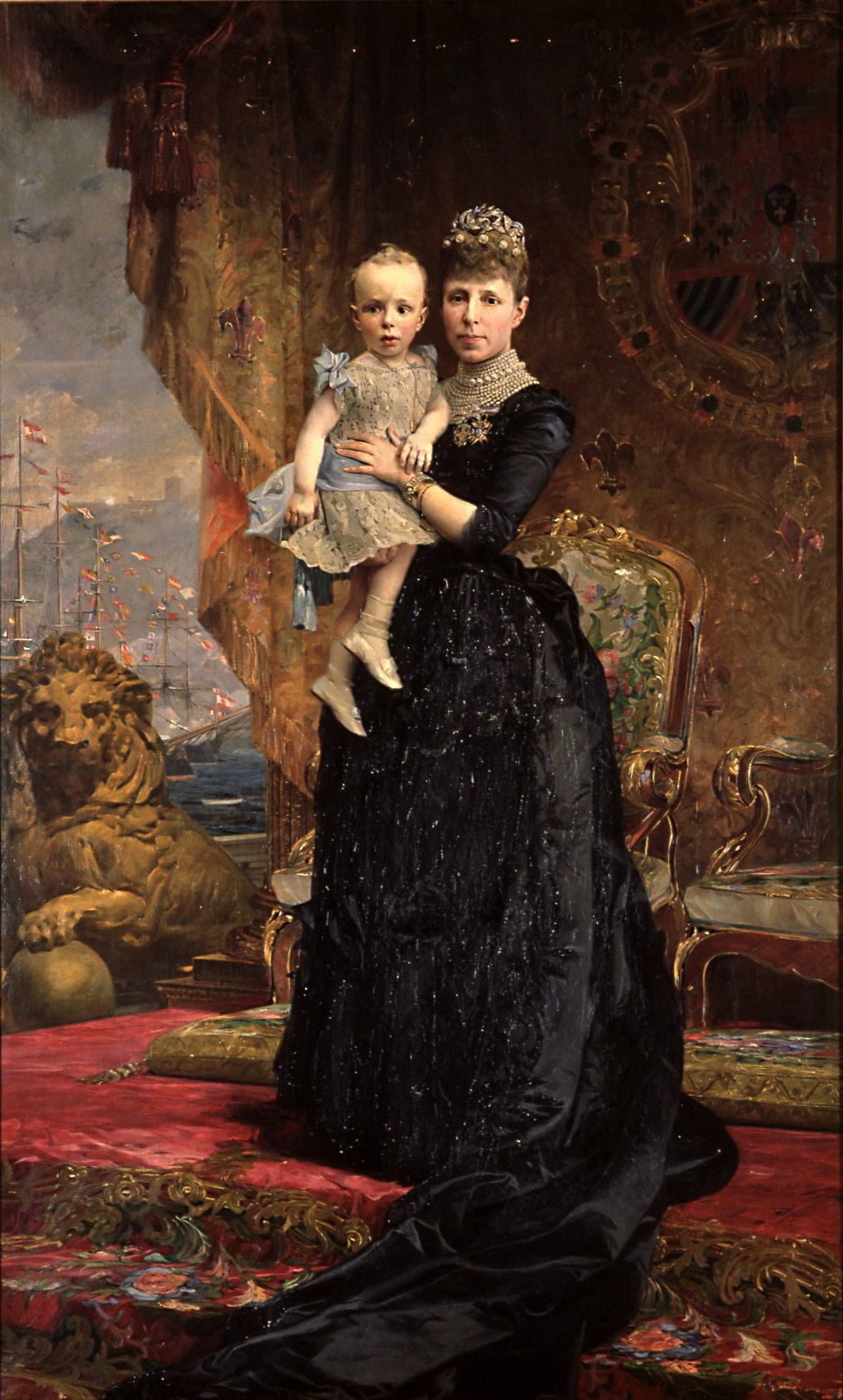
La reina regente María Cristina de Habsburgo-Lorena y Alfonso XIII (1890), óleo de Antonio Caba, Real Academia Catalana de Bellas Artes de San Jorge (Barcelona).

La Regencia de María Cristina de Habsburgo es el periodo del reinado de Alfonso XIII de España en el que debido a la minoría de edad del rey Alfonso XIII la jefatura del Estado fue desempeñada por su madre María Cristina de Habsburgo-Lorena. La regencia empieza en noviembre de 1885 cuando fallece el rey Alfonso XII, meses antes de que naciera Alfonso XIII, y termina en mayo de 1902 cuando Alfonso XIII cumple los dieciséis años y jura la Constitución de 1876, iniciándose así su reinado personal.
Según el historiador Manuel Suárez Cortina, «la Regencia fue un período especialmente significativo de la historia de España, pues en esos años de final de siglo el sistema conoció su estabilización, el desarrollo de las políticas liberales, pero también la aparición de grandes fisuras que en el terreno internacional se plasmaron con la guerra colonial, primero, y con EE UU, más tarde, provocando la derrota militar y diplomática que llevó a la pérdida de las colonias tras el Tratado de París de 1898. En el terreno interior la sociedad española conoció una mutación considerable, con la aparición de realidades políticas tan significativas como la emergencia de los regionalismos y nacionalismos periféricos, el fortalecimiento de un movimiento obrero de doble filiación, socialista y anarquista, y la sostenida persistencia, aunque decreciente, de las oposiciones republicana y carlista».

## La muerte de Alfonso XII y el «pacto del Pardo»

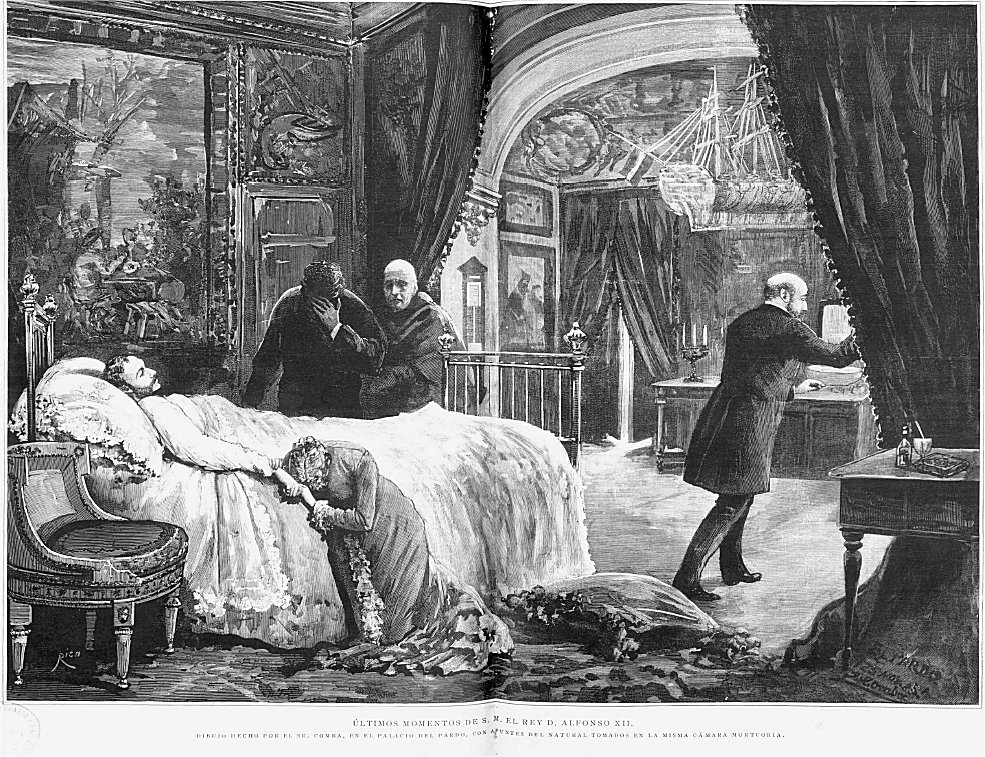
Grabado de Juan Comba para La Ilustración Española y Americana (30 de noviembre de 1885) que muestra la muerte del rey Alfonso XII en el Palacio de El Pardo en Madrid.

El 25 de noviembre de 1885 el joven rey Alfonso XII  muere de tuberculosis asumiendo la regencia su esposa María Cristina de Habsburgo-Lorena, «una mujer joven, extranjera, con escaso tiempo de permanencia en España, poco popular y con fama de escasamente inteligente». A la debilidad en que parecía que quedaba la más alta institución del Estado, se unía el hecho de que, a la espera de un tercer alumbramiento pues la reina estaba embarazada, no había un heredero varón –Alfonso y María Cristina, casados el 29 de noviembre de 1879, habían tenido dos hijas—. Así la muerte de Alfonso XII creó un cierto vacío de poder —Menéndez Pelayo escribió a Juan Valera que se encontraba en Washington: «La muerte del rey ha producido aquí un singular estupor e incertidumbre. Nadie puede adivinar lo que acontecerá»— que podía ser aprovechado por los carlistas o por los republicanos para acabar con el régimen de la Restauración. De hecho en septiembre de 1886, solo cuatro meses después del nacimiento de Alfonso XIII, se produjo una sublevación republicana encabezada por el general Manuel Villacampa del Castillo y organizada desde el exilio por Manuel Ruiz Zorrilla que constituyó la última intentona militar del republicanismo y cuyo fracaso lo dividió profundamente.

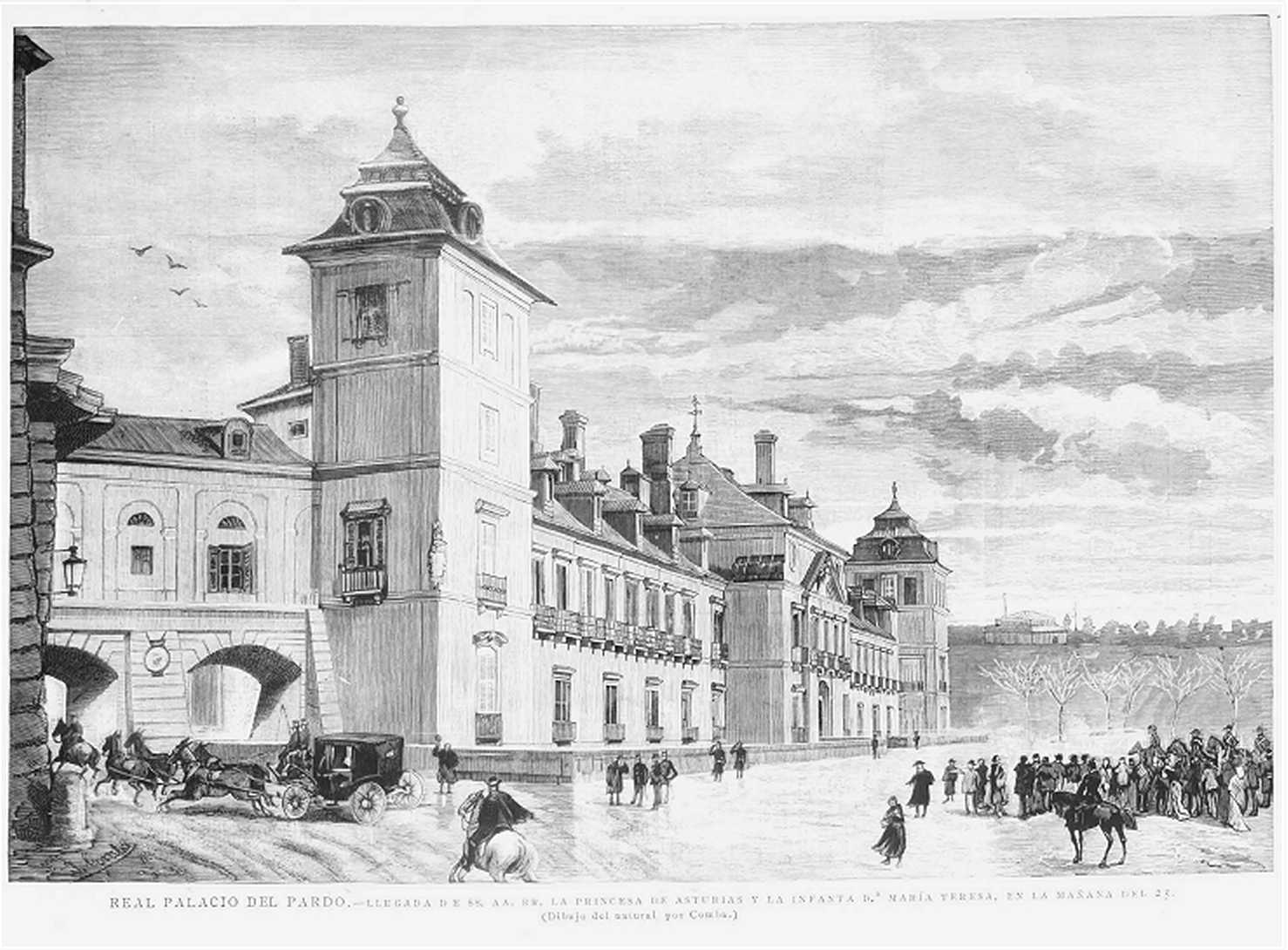
Palacio del Pardo (1885), grabado de Juan Comba para La Ilustración Española y Americana.

Para hacer frente a la situación de incertidumbre creada por la muerte del rey y por mediación del general Martínez Campos, se reunieron los líderes de los dos partidos del turno, Antonio Cánovas del Castillo por el Partido Conservador y Práxedes Mateo Sagasta por el Partido Liberal-Fusionista, para acordar la sustitución del primero por el segundo al frente del gobierno. El llamado «Pacto del Pardo» —aunque en realidad la entrevista tuvo lugar en la sede de la presidencia del gobierno y no en el Palacio del Pardo— incluía la «benevolencia» de los conservadores respecto del nuevo gobierno liberal de Sagasta. Sin embargo, la facción del Partido Conservador encabezada por Francisco Romero Robledo no aceptó la cesión del poder a los liberales y abandonó el partido para formar uno propio, denominado Partido Liberal-Reformista, al que se sumó la Izquierda Dinástica de José López Domínguez, en un intento de crear un espacio político intermedio entre los dos partidos del turno.

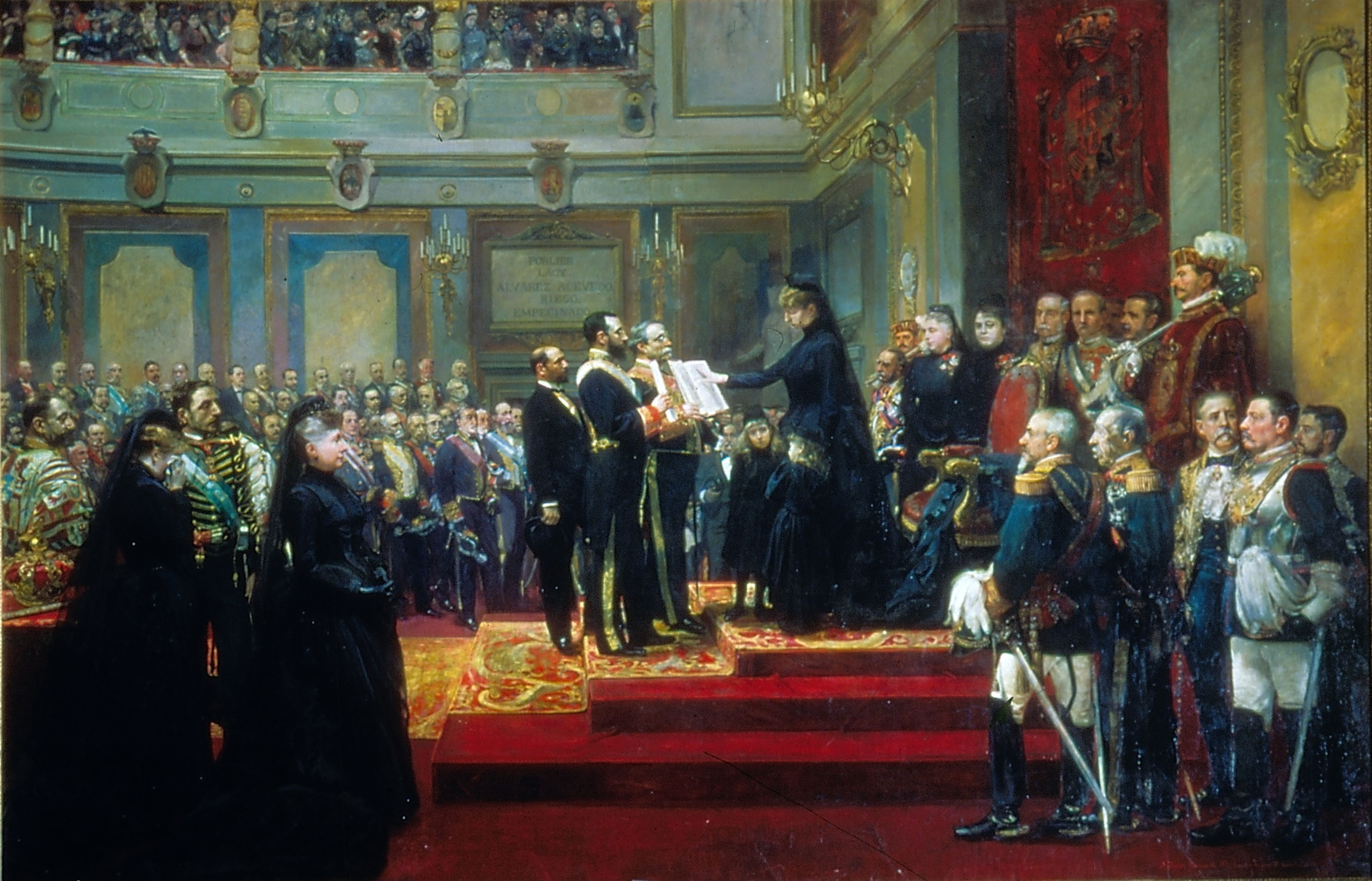
Cuadro que representa la jura de la Constitución de 1876 por María Cristina de Habsburgo-Lorena en el acto de proclamación como regente en diciembre de 1885. María Cristina, que está embarazada, está acompañada de sus dos hijas, María de las Mercedes de Borbón y Habsburgo-Lorena y María Teresa de Borbón. Enfrente de ella, el presidente del gobierno Antonio Cánovas del Castillo.

Cánovas del Castillo justificó así el Pacto del Pardo en el Congreso de los Diputados meses más tarde:

Nació en mí el convencimiento de que era preciso que la lucha ardiente en que nos encontrábamos a la sazón los partidos monárquicos… cesara de todos modos y cesara por bastante tiempo. Pensé que era indispensable una tregua y que todos los monárquicos nos reuniéramos alrededor de la Monarquía. […] Y una vez pensado esto… ¿qué me tocaba a mí hacer? ¿es que después de llevar entonces cerca de dos años en el gobierno y de haber gobernado la mayor parte del reinado de Alfonso XII, me tocaba a mí dirigir la voz a los partidos y decirles: 'porque el país se encuentra en esta crisis no me combatáis más; hagamos la paz alrededor del trono; dejadme que me pueda defender y sostener? Eso hubiera sido absurdo y, además de poco generoso y honrado, hubiera sido ridículo. Pues que yo me levantaba a proponer la concordia y a pedir la tregua, no había otra forma de hacer creer en mi sinceridad sino apartarme yo mismo del poder.

Las diversas facciones liberales habían alcanzado en junio un acuerdo, conocido como ley de garantías, que permitió restablecer la unidad del partido. Había sido elaborado por Manuel Alonso Martínez, en representación de los fusionistas, y por Eugenio Montero Ríos, de los izquierdistas, y consistía en desarrollar las libertades y los derechos reconocidos durante el Sexenio democrático —sufragio universal, juicio por jurado, etc.— a cambio de la aceptación de la soberanía compartida entre el rey y las Cortes, en que se basaba la Constitución de 1876, lo que significaba que la última palabra en el ejercicio de la soberanía la tendría la Corona y no el electorado. Quedó fuera del partido liberal-fusionista la facción liderada por el general López Domínguez, a quien Sagasta ofreció la embajada en París, pero aquel exigió un mínimo de 27 diputados en las nuevas Cortes lo que se consideró un número excesivo.

## El «Parlamento Largo» de Sagasta (1885-1890)

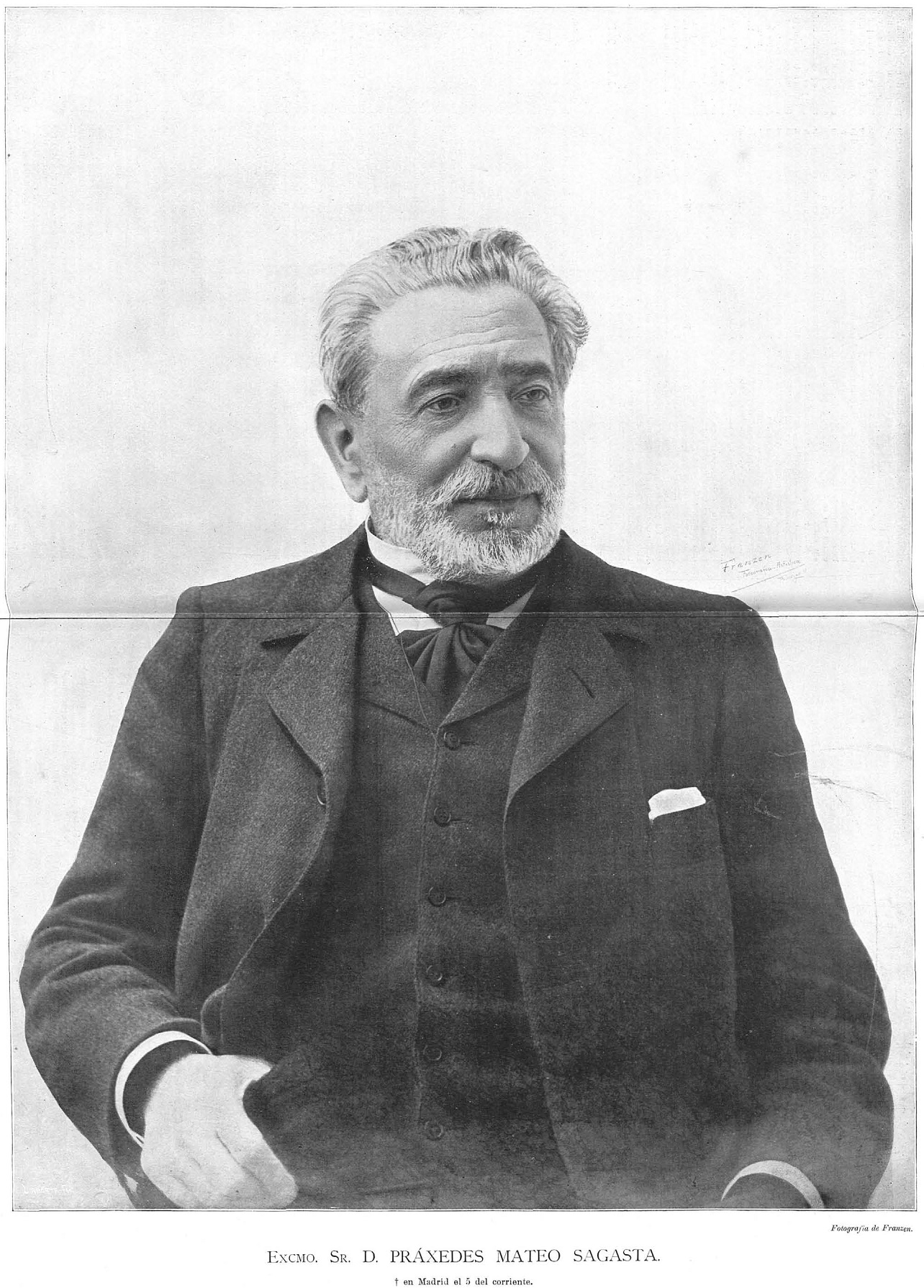
Práxedes Mateo Sagasta, líder del Partido Liberal-Fusionista.

En abril de 1886, cinco meses después de formar el gobierno y un mes antes del nacimiento del futuro Alfonso XIII, los liberales convocaron elecciones para dotarse de una mayoría sólida en las Cortes y poder desarrollar así su programa de gobierno, aunque ya habían podido comenzar a aplicarlo gracias a la benevolencia de los conservadores. A este período se le llamó el Gobierno Largo de Sagasta o también el Parlamento Largo, ya que fueron las Cortes de más larga duración de la Restauración y las únicas que estuvieron a punto de agotar su vida legal, pero no le fue fácil a Sagasta mantener su partido y su gobierno unidos, ya que durante esos cinco años tuvo que superar varias crisis.
Durante este periodo se llevaron a cabo «un conjunto de reformas que configuran de un modo definitivo el perfil social y político de la Restauración como época histórica», por lo que algunos historiadores lo han considerado el «período más fecundo» de la misma.

### Las reformas políticas y jurídicas

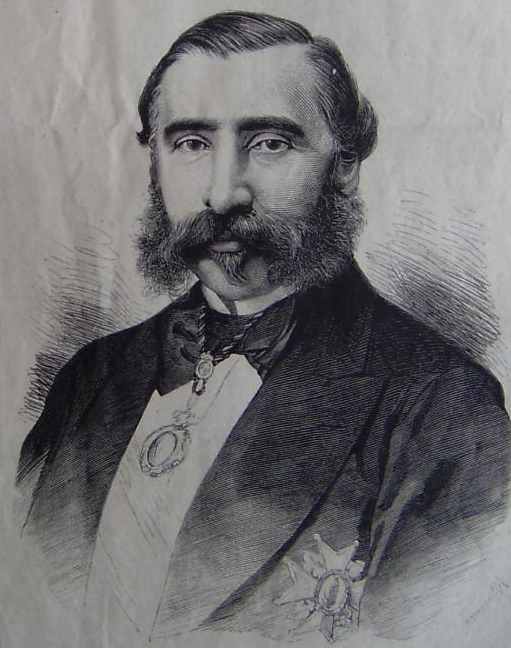
Manuel Alonso Martínez, ministro de Gracia y Justicia, y gran impulsor de las reformas políticas y jurídicas del Parlamento Largo

La primera gran reforma del Gobierno Largo de Sagasta fue la aprobación en junio de 1887 de la Ley de Asociaciones que regulaba la libertad de asociación para los fines de la «libertad humana» y que permitió que las organizaciones obreras pudieran actuar legalmente, ya que incluía la libertad sindical, lo que dio un gran impulso al movimiento obrero en España. Al amparo de la nueva ley se extendió la anarcosindicalista FTRE, fundada en 1881 como sucesora de la FRE-AIT del Sexenio Democrático, y nació la socialista Unión General de Trabajadores (UGT), fundada 1888, el mismo año en que el Partido Socialista Obrero Español (PSOE), nacido en la clandestinidad nueve años antes, pudo celebrar su I Congreso.
La segunda gran reforma fue la ley del jurado, una vieja reivindicación del liberalismo progresista a la que siempre se había resistido el conservadurismo, y que fue aprobada en abril de 1888. El juicio por jurado se estableció para aquellos delitos que tuvieran mayor impacto para el mantenimiento del orden social o que afectaran a los derechos individuales, como la libertad de imprenta. Según la ley el jurado se encargaría de establecer los hechos probados, mientras que la calificación jurídica de los mismos correspondería a los jueces.

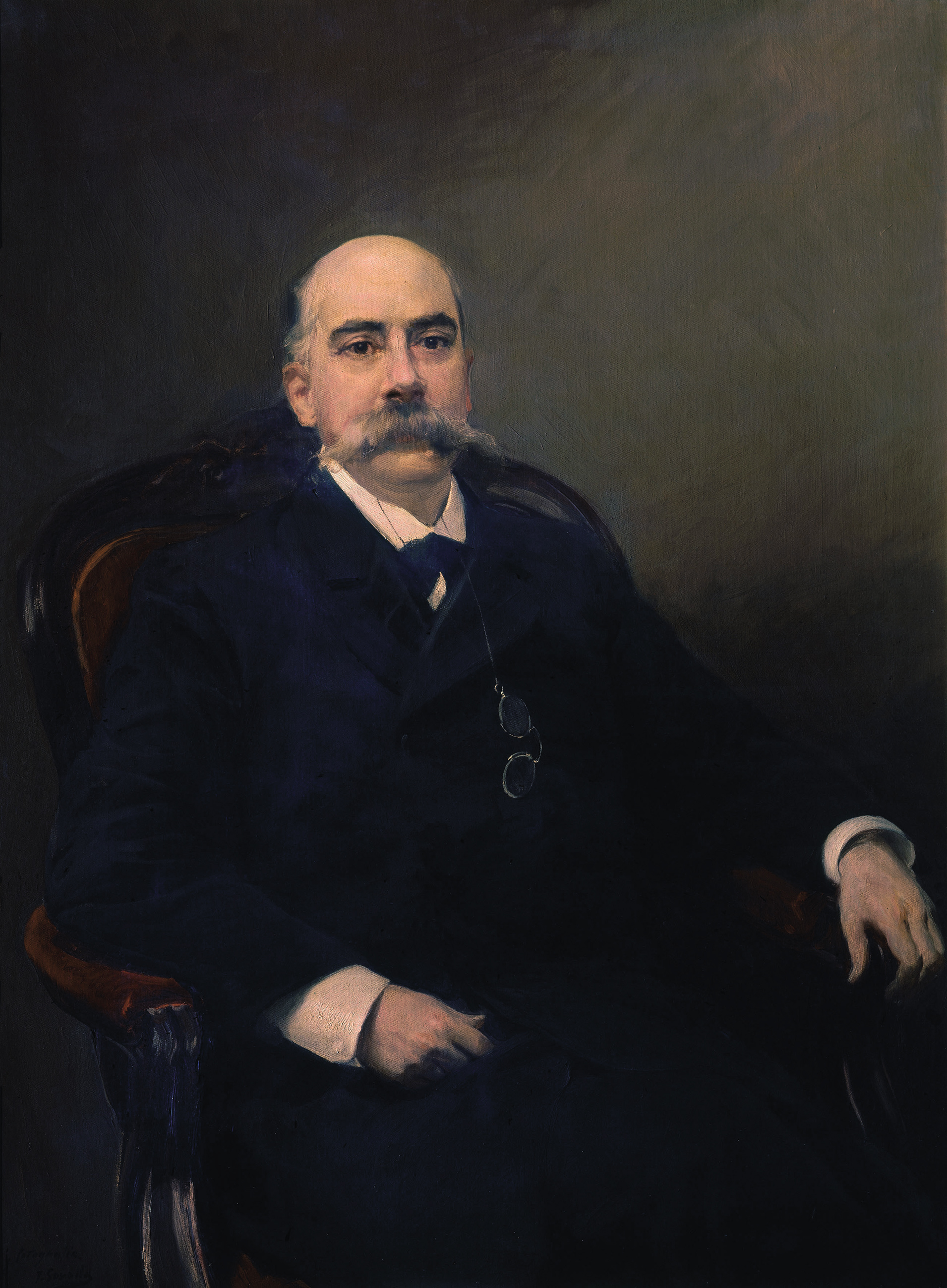
Retrato de Emilio Castelar, por Joaquín Sorolla.

La tercera gran reforma fue la introducción del sufragio universal (masculino) mediante una ley aprobada el 30 de junio de 1890. Sin embargo, la ley no fue el resultado de la presión popular a favor de la extensión del sufragio, sino lo que Sagasta consiguió con su aprobación fue asegurar la unidad del partido y del gobierno satisfaciendo una reivindicación histórica del liberalismo democrático en un momento en que aumentaba la presión de los «gamacistas» a favor de aprobar un arancel proteccionista para la producción cerealística. Una segunda razón fue el fortalecimiento del partido liberal —y del régimen de la Restauración— con la incorporación al mismo de los republicanos «posibilistas» de Emilio Castelar tal como habían prometido si se aprobaba la extensión del sufragio.
Sin embargo, la aprobación del sufragio para todos los varones mayores de veinticinco años —unos cinco millones en 1890—, con independencia de sus ingresos como ocurría con el sufragio censitario, no supuso la democratización del sistema político, porque el fraude electoral se mantuvo —gracias a la asquerosa llaga del caciquismo, como se dijo en la época—, solo que ahora las redes caciquiles se extendieron al conjunto de la población, por lo que los gobiernos se siguieron formando antes de las elecciones, y no después, ya que el gobierno de turno se fabricaba con el encasillado una sólida mayoría en las Cortes —durante la Restauración ningún gobierno perdió nunca unas elecciones—.
Según Carlos Dardé, la razón última de esta «falta de efectos movilizadores de la vida política del sufragio universal… era la condición social —económica y cultural— de los nuevos electores, y su horizonte político. La inmensa mayoría, masculina, a quien se había dado el derecho al voto no estaba compuesta por clases medias y trabajadoras de carácter urbano, o campesinos independientes, implicados en un proyecto político de carácter democrático, sino por unas masas rurales, extremadamente pobres y analfabetas, completamente ajenas a dicho proyecto, con la esperanza de una revolución social, en la mitad sur del país, y del triunfo del carlismo, en buena parte del norte; unas masas, que además, habían experimentado o bien una fuerte represión policial o la derrota en una guerra civil».
Así pues, «aunque formalmente equivalía a la implantación de la democracia, [la aprobación del sufragio universal (masculino)] en términos prácticos nada cambió». «Los diputados siguieron siendo, más o menos, los mismos; ningún grupo social, salvo contadas excepciones, accedió al poder legislativo. Tampoco ocurrió la transformación de la estructura de partidos, que continuaron siendo partidos de notables; no fue promovido ningún tipo de organización de base que sirviera para captar el voto de los ciudadanos a quienes se acababa de reconocer el derecho electoral». Además la Constitución no fue reformada, por lo que siguió sin reconocerse el principio de la soberanía nacional, y solo un tercio del Senado era elegido —tampoco fue reconocida la libertad de cultos, otro de los principios de un sistema democrático—.
Por otro lado, la prueba de que el objetivo de la ley no era la instauración de la democracia fue que no se adoptaron garantías para asegurar la transparencia del sufragio y evitar así el fraude electoral, como la actualización del censo por un organismo independiente, la exigencia de una acreditación a la persona que iba a votar o el control de todo proceso que siguió en manos del ministro de la Gobernación, conocido como el «gran elector», pues era quien se ocupaba de asegurar que su gobierno gozara de una amplia mayoría en las Cortes. «El hecho de que en algunos núcleos urbanos la oposición pudo invertir esa realidad, no deja de ser un hecho casi testimonial. El control político desde arriba, la práctica del turno mediante el fraude electoral es lo que constituye la esencia de las prácticas políticas de la España de final de siglo», concluye Manuel Suárez Cortina. Un punto de vista que es compartido por Carlos Dardé: «En algunas ciudades —Madrid, Barcelona, Valencia…— las cosas cambiaron efectivamente, a favor de una política moderna, basada en la opinión pública; como prueba de ello, la representación republicana fue más numerosa y constante, llegando en ocasiones a alcanzar la mayoría de diputados que elegían estos grandes núcleos de población; con el paso del tiempo, los socialistas también saldrían elegidos; en Cataluña, los nacionalistas consiguieron enviar una representación significativa al Congreso en Madrid; lo mismo cabe decir de los carlistas en Navarra. Pero esta representación de diputados se perdía irremediablemente en el conjunto nacional: de unos 400 escaños del Congreso, el máximo de diputados republicanos fue 36, en 1903, y el de socialistas, 7 en 1923». Los distritos electorales, todos ellos uninominales, siguieron siendo la mayoría —280 diputados—, mientras que los urbanos estaban unidos a amplias zonas rurales ya que se trataba de distritos plurinominales o circunscripciones —114 en total— en los que se elegían entre tres y ocho diputados, en función de la población, de forma que los votos de las zonas rurales «ahogaban» a los votos urbanos menos controlables por las redes caciquiles.
Una cuarta reforma fue la aprobación en mayo de 1889 del Código Civil, que junto con el Código Penal de 1870 y el Código de Comercio de 1885, configuró definitivamente el «el edificio jurídico del nuevo orden burgués», al sellar «en el ámbito privado lo que la Constitución había establecido en lo público». En el mismo se incluyó el derecho civil foral y se respetó el derecho canónico respecto del matrimonio.

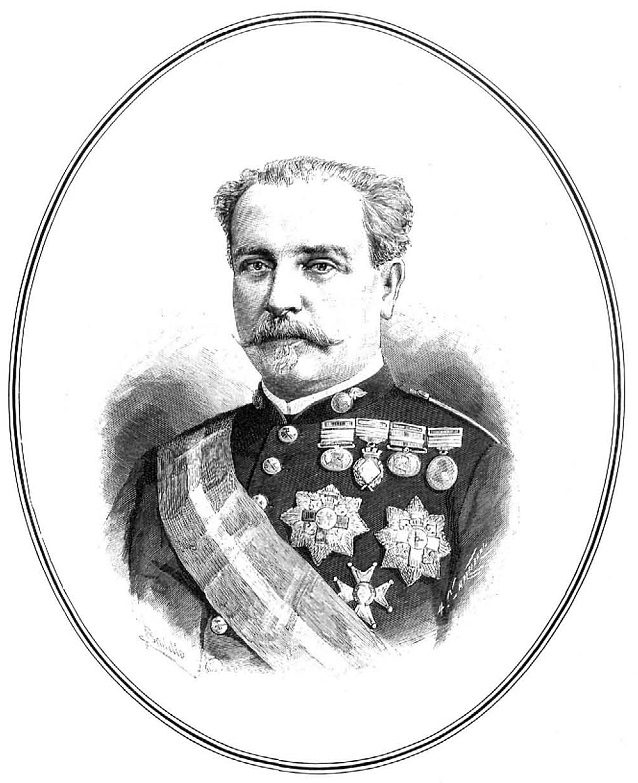
Retrato del general Manuel Cassola, grabado publicado en La Ilustración Española y Americana.

Sin embargo, el gobierno fracasó en su intento de reforma del Ejército, cuya situación «era, en su conjunto, muy deficiente en comparación con otros ejércitos nacionales» porque «más que como una institución pensada para la guerra, estaba organizado para tareas de guarnición y orden público, con tropas mal dotadas, reclutas forzados, con un exceso de mandos y con una estructura organizativa poco adecuada». La causa última del fracaso fue la autonomía de que gozaba el Ejército, que fue el precio que hubo que pagar para que aceptara el sometimiento al poder civil, por lo que «cualquier reforma debía abordarse con la aquiescencia de los mandos. Una tarea extremadamente delicada, toda vez que la situación de hipertrofia, el exceso de oficiales, el mal equipamiento y un espíritu de cuerpo, asentado sobre una fuerte tradición de autorreclutamiento, había hecho de las Fuerzas Armadas una realidad poco permeable a demandas y controles externos». Así el proyecto de ley presentado por el ministro de la Guerra, el general Manuel Cassola, en junio de 1887 no fue aprobado por las Cortes debido a la fuerte oposición que encontró entre los conservadores, empezando por el propio Cánovas, y entre los militares tanto conservadores como liberales que eran parlamentarios. Uno de los temas más polémicos fue la propuesta de establecer el servicio militar obligatorio sin redenciones ni sustituciones, que permitían a los hijos de familias acomodadas no incorporarse a filas si pagaban una determinada cantidad de dinero o enviaban un sustituto en su lugar. En junio de 1888 el general Cassola dimitió y el gobierno optó por imponer por decreto las partes de la ley menos conflictivas y que no habían sido impugnada por las Cortes: «suprimió los grados honoríficos, los empleos superiores al efectivo, la movilidad entre armas con excepción de algunos cuerpos especiales; estableció el ascenso por antigüedad en tiempo de paz y la posibilidad en tiempos de guerra y de permutar voluntariamente un ascenso por méritos con una medalla».

### El fortalecimiento del movimiento obrero: FTRE, UGT y refundación del PSOE
Debido a la lentitud del proceso de industrialización la clase obrera siguió constituyendo una minoría dentro de las clases trabajadoras urbanas —y siguió concentrada fundamentalmente en Cataluña y en las zonas mineras de Vizcaya y Asturias—. En la industria, o en las minas, el trabajo era duro y largo. Hacia 1900 la jornada media era de 10-11 horas con un salario medio entre 3 y 4 pesetas diarias en las fábricas y talleres, de 3'25 a 5 pesetas en las minas, y de 2'5 pesetas en la construcción. En cuanto a la clase obrera agrícola —o «proletariado rural»— continuaron los bajos salarios para hacer rentables las explotaciones por lo que los jornaleros siguieron constituyendo el sector de las clases rurales que vivía en peores condiciones. Sus salarios estaban bastante por debajo de los de los obreros industriales —hacia 1900 eran de 1 a 1'5 pesetas diarias— y no trabajaban todo el año. La situación era especialmente escandalosa en el caso de los jornaleros de Andalucía y Extremadura: «las ganancias conseguidas mediante trabajo a destajo de todos los miembros de la familia, de sol a sol, más de 16 horas diarias [en verano], en las temporadas de la siega de las mieses, el vareo de los olivos y la recogida de la aceituna; o de la vendimia, no sumaban lo bastante para asegurar ni siquiera una alimentación suficiente durante todo el año, cuando el trabajo era sólo esporádico».

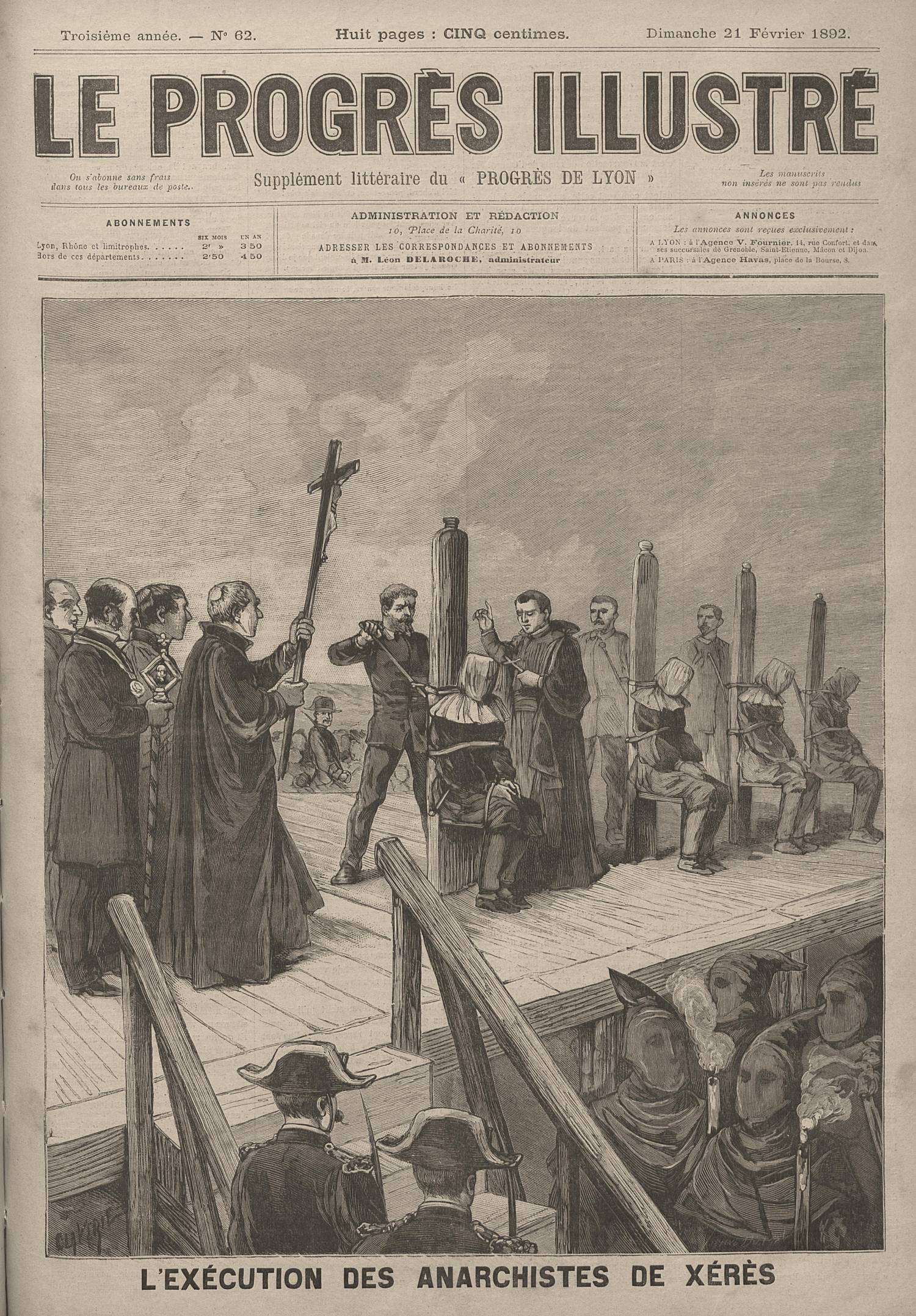
Ejecución de los condenados por los sucesos de Jerez de 1892. Ilustración del periódico francés Le Progrès Illustré.

La aprobación de la ley de asociaciones fortaleció a las organizaciones obreras que se habían formado al amparo de la liberalización política puesta en marcha por el primer gobierno de Sagasta de 1881-1883 y que les había permitido actuar en la legalidad. Fue el caso de la anarcosindicalista Federación de Trabajadores de la Región Española (FTRE) fundada en Barcelona en septiembre de 1881 y que llegó casi a alcanzar los 60.000 afiliados agrupados en 218 federaciones, en su mayoría jornaleros andaluces y obreros industriales catalanes. Sin embargo la FTRE se disolvió en 1888 al imponerse el sector del anarquismo que criticaba la existencia de una organización pública, legal y con una dimensión sindical y que, por el contrario, defendía el «espontaneísmo» —ya que cualquier tipo de organización limitaba la autonomía individual y podía «distraer» a sus componentes del objetivo básico, la revolución, además de propiciar su «aburguesamiento»— y de la vía «insurreccionalista» —el levantamiento de los trabajadores pondría fin a la sociedad capitalista—. Frente a ella la tendencia «sindicalista» propugnaba el fortalecimiento de la organización para mediante huelgas y otras formas de lucha arrancar a los patronos mejoras salariales y de las condiciones de trabajo. Al triunfo de la tendencia «espontaneísta» e «insurreccionalista» contribuyó la brutal represión que desató el gobierno sobre los anarquistas andaluces a raíz de los asesinatos y robos atribuidos a la "Mano Negra" en 1883, una misteriosa y supuesta organización anarquista clandestina que no tenía nada que ver con la FTRE. Aunque el movimiento anarquista siguió presente a través de publicaciones e iniciativas educativas, con la disolución de la FTRE quedó abierto «el camino para el predominio de las acciones individuales de carácter terrorista, para la propaganda por el hecho que habría de proliferar en la década siguiente".

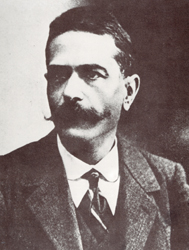
Antonio García Quejido, primer presidente de la Unión General de Trabajadores.

Por su parte los socialistas, que en mayo de 1879 habían fundado el Partido Socialista Obrero Español —cuyo objetivo era, como afirmó su periódico El Socialista, «procurar la organización de la clase trabajadora en un partido político, distinto y opuesto a todos los de la burguesía»—, convocaron un Congreso Obrero que se celebró en Barcelona en agosto de 1888 del que nació el sindicato Unión General de Trabajadores (UGT), con Antonio García Quejido como su primer presidente. Díez días después, también en Barcelona, se celebró el I Congreso del PSOE, que aprobó el que sería conocido como programa máximo del partido y ratificó a Pablo Iglesias como su presidente.
Integrado en la II Internacional, el PSOE celebró su primer 1.º de mayo el domingo 4 de mayo de 1890 para reivindicar la jornada de ocho horas, además de la prohibición del trabajo de los niños menores de 14 años, la reducción de la jornada a 6 horas para los jóvenes de ambos sexos de 14 a 18 años, la abolición del trabajo de noche, y la prohibición del trabajo de la mujer en todas las ramas de industria «que afectaran con particularidad al organismo femenino». "El Socialista" publicó:

Pacíficamente pueden hoy los trabajadores hacer sentir su fuerza… sobre la clase privilegiada. Mañana cuando la organización del proletariado sea completa, y la burguesía no quiera ceder ante la razón que asiste a aquel y el poder que le acompañe, habrá llegado la hora de proceder revolucionariamente.

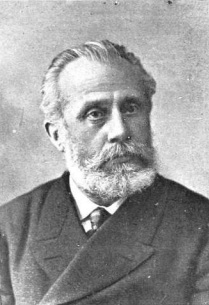
Pablo Iglesias, de Manuel Compañy.

Sin embargo, a diferencia de las organizaciones anarquistas, el crecimiento del PSOE y de su sindicato UGT fue muy lento y nunca consiguió arraigar ni en Andalucía ni en Cataluña. En la última década del siglo XIX solo habían conseguido implantarse plenamente entre los mineros de Vizcaya, gracias a la labor de Facundo Perezagua, y de Asturias. «De la debilidad socialista da idea el escaso número de votos obtenido en las elecciones de 1891: poco más de 1.000 en Madrid; y unos 5.000 en toda España. Hasta 1910, presentándose en solitario, el PSOE no llegó a sumar nunca más de 30.000 votos en todo el país; y no consiguió ningún diputado».
Junto con el limitado proceso de industrialización en España, el lento crecimiento de las organizaciones obreras se debió a que el republicanismo continuó constituyendo un marco básico de referencia política para los sectores obreros y populares. Lo que separaba básicamente al republicanismo de las dos tendencias obreristas —anarquismo y socialismo— era que los republicanos no cuestionaban los fundamentos de la sociedad capitalista, ya que no eran organizaciones exclusivamente obreras sino que eran partidos «interclasistas», por lo que propugnaban solamente su reforma con medidas tales «como el fomento del cooperativismo, la constitución de jurados mixtos [para dilucidar los conflictos entre patronos y obreros], la concesión de créditos baratos a los campesinos o el reparto de algunas tierras, y, en algunas casos, medidas intervencionistas por parte del Estado, como la reducción por ley de la jornada de trabajo o la reglamentación de las condiciones en que éste se realizaba».
Desde el mundo católico se intentó crear un movimiento obrero con esa significación confesional a raíz de la publicación en 1891 de la encíclica papal "Rerum novarum" que alentaba a que se tomaran iniciativas en el campo social. En España surgieron los Círculos Católicos de Obreros, promovidos por el jesuita Antonio Vicent, así como las asociaciones profesionales de carácter mixto, obrero y patronal.

### El nacionalismo español y la expansión de los «regionalismos»

#### El nacionalismo español: el débil proceso de «nation-building»
Fracasada la experiencia federal de la Primera República Española y derrotado el carlismo, durante la Restauración se consolidó el Estado centralista basado en el férreo control de la administración provincial y local por parte del gobierno —incluido el País Vasco, cuyos fueros fueron abolidos definitivamente en 1876—. Asimismo, durante este período el proceso de construcción de la nación española prosiguió pero desde su versión más conservadora, al centrarse la idea de España no en la libre voluntad de los ciudadanos —la nación política— sino en su «ser», ligado al legado histórico —con el catolicismo y la lengua castellana, como principales elementos—. Los máximos exponentes de esta concepción orqánico-historicista de la "nación española" que se oponía a la liberal y republicana de la nación política fueron Marcelino Menéndez Pelayo, Juan Vázquez de Mella y el propio fundador del régimen político de la Restauración, Antonio Cánovas del Castillo. Según esta concepción España era «un organismo histórico de sustancia etno-cultural básicamente castellana, que se generó a lo largo de los siglos y que es, por tanto, una realidad objetiva e irreversible».

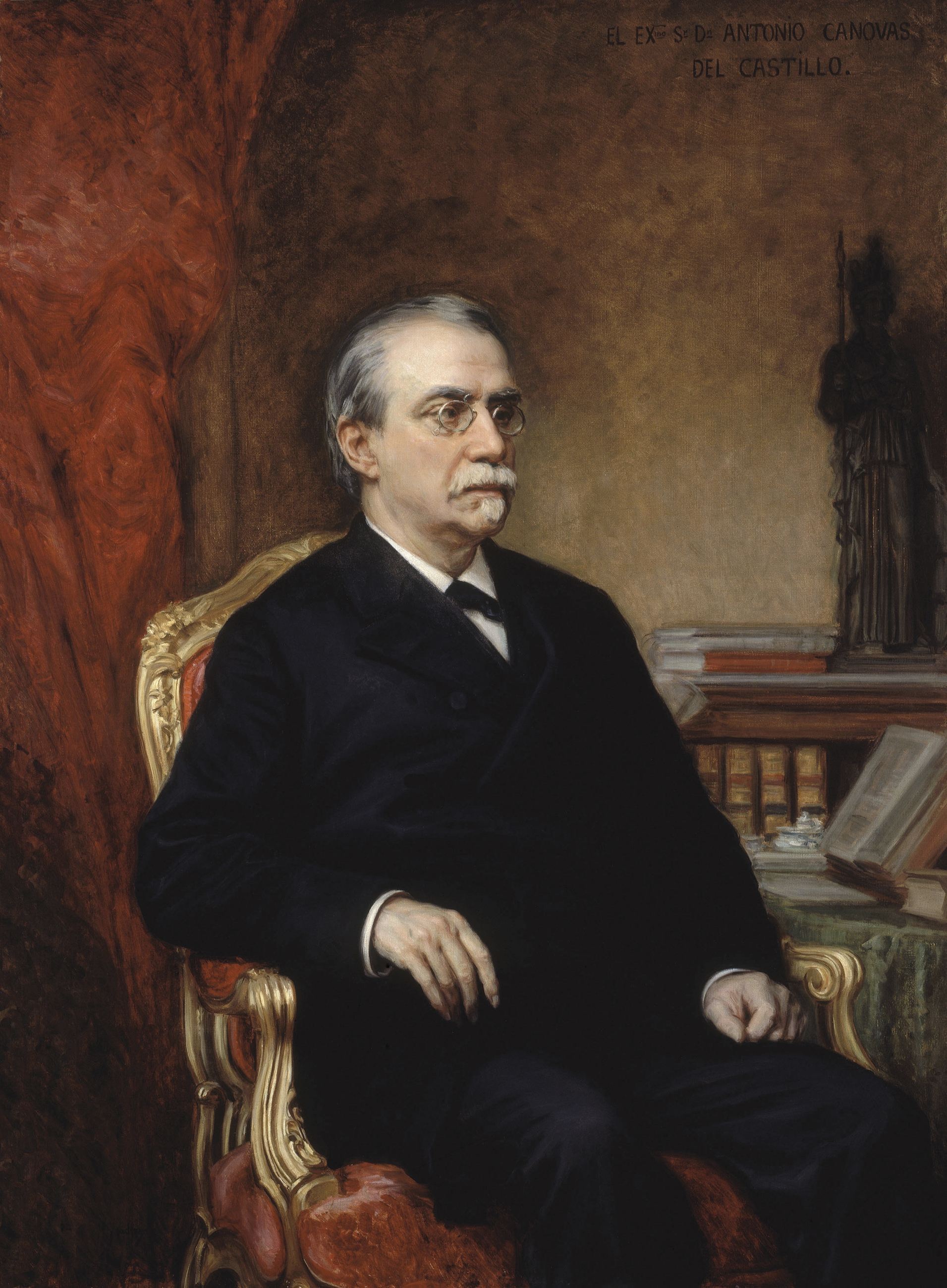
Antonio Cánovas del Castillo, presidente del gobierno cuando murió Alfonso XII

Sin embargo, y a pesar del reforzamiento del centralismo en la organización del Estado, el proceso de nation-building español tuvo una intensidad menor que otros países europeos, debido a la propia debilidad del Estado. Así, ni la escuela ni el servicio militar obligatorio cumplieron la función «nacionalizadora» que tuvieron, por ejemplo, en Francia, donde la identidad francesa eliminó las identidades «regionales» y «locales». Así mientras en Francia se impuso el francés como lengua única y el resto de lenguas —llamadas despectivamente «dialectos»— dejaron de hablarse o su uso fue considerado como un signo de «incultura», en España las lenguas diferentes del castellano —catalán, gallego y euskera— se mantuvieron en sus respectivos territorios, sobre todo entre las clases populares.
También dificultó el proceso «nacionalizador» español la exclusión de la participación política no solo de las demás tendencias políticas que no fueran los dos partidos dinásticos, sino de la gran mayoría de la población. Otro freno, especialmente entre los trabajadores, fue el desarrollo de las organizaciones socialistas y anarquistas, que defendían el internacionalismo, no el nacionalismo. Sin embargo, al menos en las ciudades, sí que avanzó el nacionalismo españolista. Como lo demostraron las manifestaciones de exaltación nacionalista en 1883 —como muestra de apoyo al rey Alfonso XII a la vuelta de un viaje a Francia donde había recibido una acogida hostil por sus manifestaciones proalemanas—, 1885 —con motivo del conflicto con Alemania por las islas Carolinas—, en 1890 —en torno a Isaac Peral y su invención del submarino con propulsión eléctrica— o en 1893 —con motivo de la guerra de Margallo en las cercanías de Melilla—.

#### La expansión de los «regionalismos»: Cataluña, País Vasco y Galicia
El débil proceso de construcción nacional fue a la vez causa y efecto de la expansión en la década de los ochenta de los regionalismos. A partir de entonces la oposición al Estado centralista ya no fue exclusiva de carlistas y de federalistas, sino que ahora también la profesaban los que se sentían de patrias distintas, especialmente en Cataluña, País Vasco y Galicia, que de momento llamaban regiones o como mucho nacionalidades. Pero algunos ya se atrevieron a decir que España no era una nación sino solo un Estado formado por varias naciones. Así fue como apareció un fenómeno nuevo, que dará lugar a lo que más adelante se llamará la cuestión regional, y que suscitó una reacción inmediata por parte del nacionalismo español. «Buena parte de la prensa, en Madrid y en provincias, empieza a mirar con suspicacia, cuando no con abierta hostilidad incluso las actividades culturales regionalistas y sus peticiones de cooficializar las lenguas no castellanas, pretensión que más de uno tacha de "separatismo encubierto"».
Cataluña

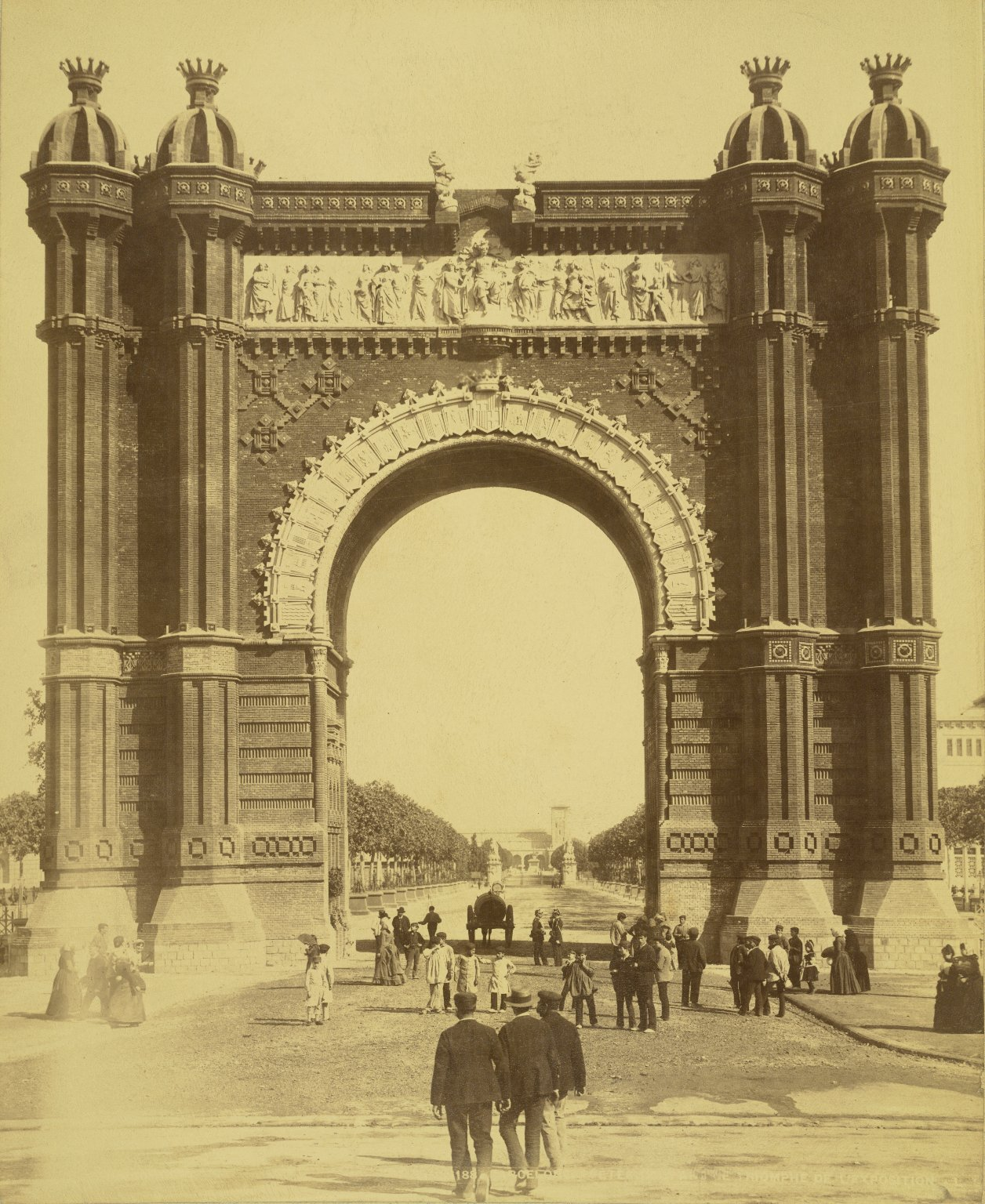
Arco de Triunfo de Barcelona construido para la Exposición de 1888

En Cataluña, tras el fracaso del Sexenio, un sector del republicanismo federal encabezado por Valentí Almirall, dio un giro catalanista y rompió con el grueso del Partido Federal, que dirigía Pi y Margall. En 1879 Almirall fundó el Diari Català, que aunque tuvo una breve vida —cerró en 1881— fue el primer diario escrito íntegramente en catalán. Al año siguiente convocaba el Primer Congreso Catalanista del que surgiría en 1882 el Centre Català, la primera entidad catalanista claramente reivindicativa, aunque no se planteó como partido político sino como una organización de difusión del catalanismo y de presión sobre el gobierno. En 1885 se presentó al rey Alfonso XII un Memorial de greuges, en el que se denunciaban los tratados comerciales que se iban a firmar y las propuestas unificadoras del Código Civil; en 1886 se organizó una campaña contra el convenio comercial que se estaba negociando con Gran Bretaña —y que culminó en el mitin del teatro Novedades de Barcelona que reunió a más de cuatro mil asistentes—; y en 1888 otra en defensa del derecho civil catalán, campaña que alcanzó su objetivo —«la primera victoria del catalanismo», la llamó un cronista—.

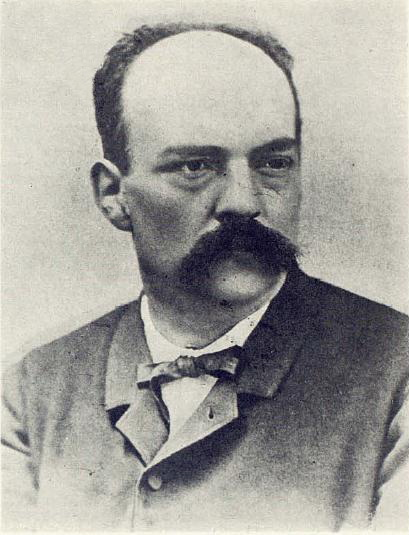
Valentí Almirall, considerado como el fundador del catalanismo político.

En 1886, Almirall publicó su obra fundamental Lo catalanisme, en el que defendía el «particularismo» catalán y la necesidad de reconocer «las personalidades de las diferentes regiones en que la historia, la geografía y el carácter de los habitantes han dividido la península». Este libro constituyó la primera formulación coherente y amplia del «regionalismo« catalán y tuvo un notable impacto —décadas después Almirall fue considerado como el fundador del catalanismo político—. Según Almirall, «el Estado lo integraban dos comunidades básicas: la catalana (positivista, analítica, igualitaria y democrática) y la castellana (idealista, abstracta, generalizadora y dominadora), por lo que «la única posibilidad de democratizar y modernizar España era ceder la división política del centro anquilosado a la periferia más desarrollada para vertebrar "una confederación o estado compuesto", o una estructura dual similar a la del Austria-Hungría».
Durante esos mismos años ochenta fue cuando comenzó la difusión de los símbolos del catalanismo, la mayoría de los cuales no tuvieron que ser inventados, sino que ya existían previamente a su nacionalización: la bandera —les quatre barres de sang, 1880—, el himno —Els Segadors, 1882—, el día de la patria —l'11 de setembre, 1886—, la danza nacional —la sardana, 1892—, los dos patronos de Cataluña —Sant Jordi, 1885, y la Virgen de Montserrat, 1881—.
En 1887 el Centre Català vivió una crisis producto de la ruptura entre las dos corrientes que lo integraban, una más izquierdista y federalista encabezada por Almirall, y otra más catalanista y conservadora aglutinada en torno al diario La Renaixença, fundado en 1881. Los integrantes de esta segunda corriente abandonaron el Centre Catalá en noviembre para fundar la Lliga de Catalunya, a la que se unió el Centre Escolar Catalanista, una asociación de estudiantes universitarios de la que formaban parte los futuros dirigentes del nacionalismo catalán: Enric Prat de la Riba, Francesc Cambó y Josep Puig i Cadafalch. A partir de ese momento la hegemonía catalanista pasó del Centre Català a la Lliga que en el transcurso de los Jocs Florals de 1888 presentaron un segundo memorial de greuges a la reina regente en el que en otras cosas le pedían «que vuelva a poseer la nación catalana sus Cortes generales libres e independientes», el servicio militar voluntario, «la lengua catalana oficial en Cataluña», enseñanza en catalán, tribunal supremo catalán y que el rey jurara «en Cataluña sus constituciones fundamentales».
País Vasco

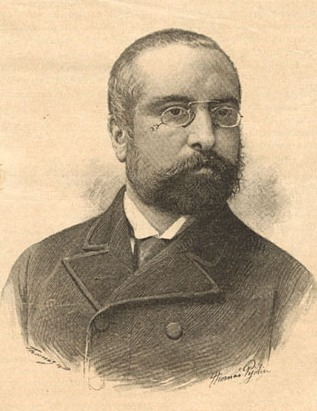
Arturo Campión, la figura más destacada de la foralista Asociación Euskara de Navarra.

La oposición a la abolición definitiva de los fueros vascos en 1876, tras el final de la tercera guerra carlista, fue la que impulsó el desarrollo del regionalismo en el País Vasco. El presidente del gobierno Cánovas del Castillo había intentado pactar con los fueristas liberales el «arreglo foral» pendiente desde la aprobación de la ley de Confirmación de Fueros de 1839 pero al no conseguirlo acabó imponiéndolo mediante una ley que fue aprobada por las Cortes el 21 de julio de 1876, considerada como la que abolió los fueros vascos, pero que en realidad se limitó a suprimir las exenciones fiscal y militar de que hasta entonces habían gozado Álava, Guipúzcoa y Vizcaya, por ser incompatibles con el principio de la «unidad constitucional» —la nueva Constitución de 1876 acababa de ser aprobada—. Sin embargo, Cánovas quería llegar a un acuerdo con los fueristas «transigentes», que contribuyese a la completa pacificación del País Vasco, así que consiguió que la ley incluyera la autorización al gobierno para realizar la reforma del resto del antiguo régimen foral —contando con las provincias afectadas—, lo que se concretó dos años después en los decretos del régimen de conciertos económicos de 1878 que suponían la autonomía fiscal del País Vasco —las tres diputaciones vascas recaudarían los impuestos y entregarían una parte de ellos [el "cupo"] a la Hacienda central— de la que ya gozaba Navarra.
El acuerdo alcanzado con los «transigentes» fue rechazado por los fueristas «intransigentes» que no se conformaron con los conciertos económicos. Así surgieron la Asociación Euskara de Navarra, fundada en Pamplona en 1877 y cuya figura más destacada era Arturo Campión, y la Sociedad Euskalerria de Bilbao, fundada en 1880 con Fidel Sagarmínaga como presidente. Los euskaros navarros propugnaron la formación de un bloque fuerista vasco-navarro por encima de la división entre carlistas y liberales, y adoptaron como lema Dios y Fueros, el mismo que el de los euskalerriacos bilbaínos, que como los euskaros también defendían la unión vasco-navarra.
Galicia

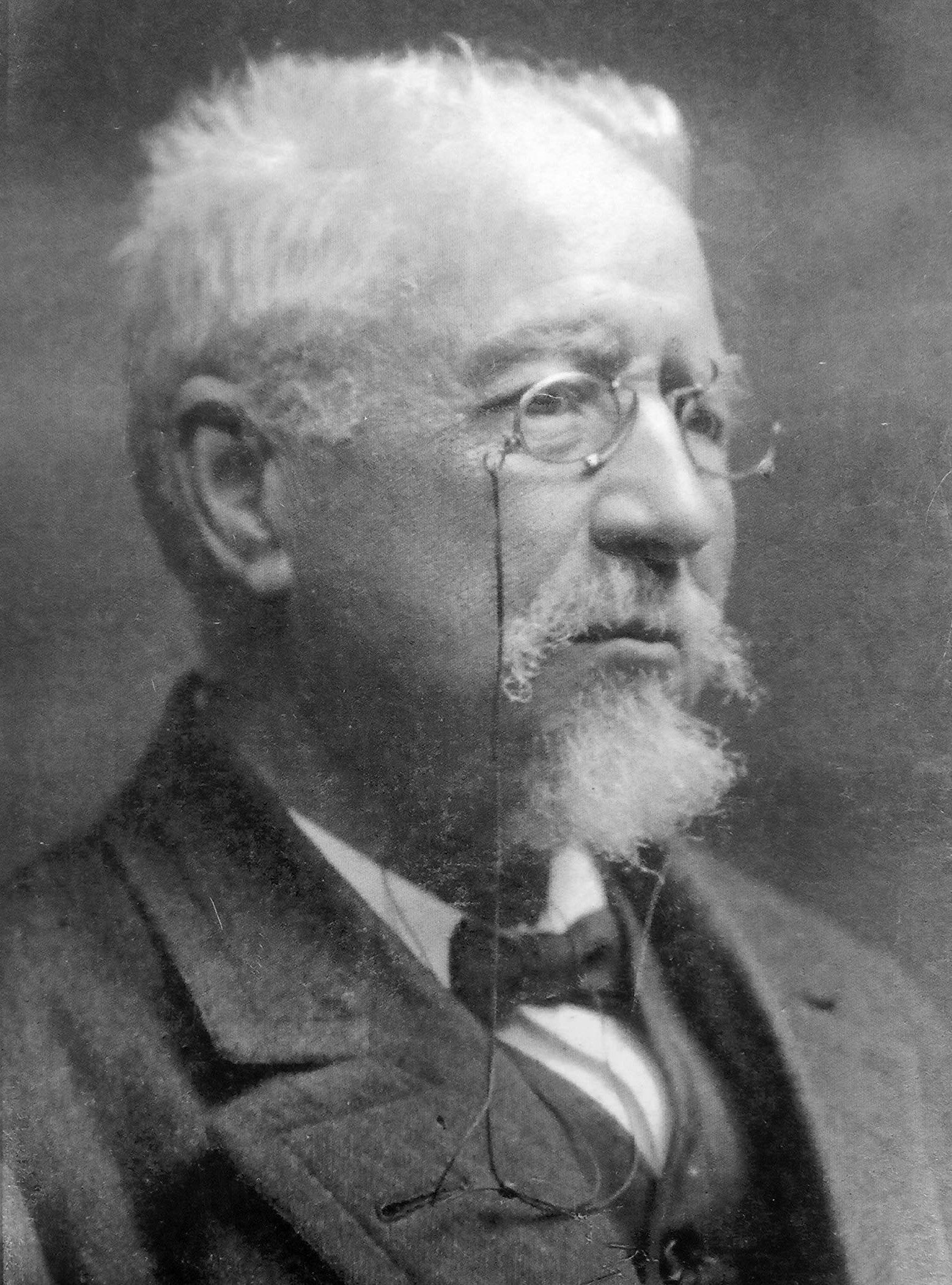
Manuel Murguía.

En Galicia entre 1885-1890 y en paralelo con lo que sucedía en Cataluña, el provincialismo, que había nacido en la década de los años cuarenta en las filas del progresismo y que basaba el particularismo de Galicia en el supuesto origen celta de su población, a lo que se unían su lengua y su cultura propias —revalorizadas con el Rexurdimento—, se transforma en regionalismo. Hacia esa posición de defensa de los «intereses generales de Galicia» y de una «política gallega» confluyen personas procedentes de ámbitos dispares lo que conduce a la existencia de tres tendencias en este incipiente galleguismo: una liberal, heredera directa del provincialismo progresista, y cuyo principal ideólogo es Manuel Murguía; otra federalista, de menor peso; y una tercera tradicionalista encabezada por Alfredo Brañas. Estas tres tendencias confluirán a principios de la década siguiente en la creación de la primera organización del galleguismo, la Asociación Regionalista Gallega, que sin embargo desarrolló una escasa actividad política durante los pocos años que duró (1890-1893) debido sobre todo a la tensión existente entre tradicionalistas y liberales, especialmente aguda en Santiago de Compostela.

### La «depresión agraria»: librecambistas vs. proteccionistas

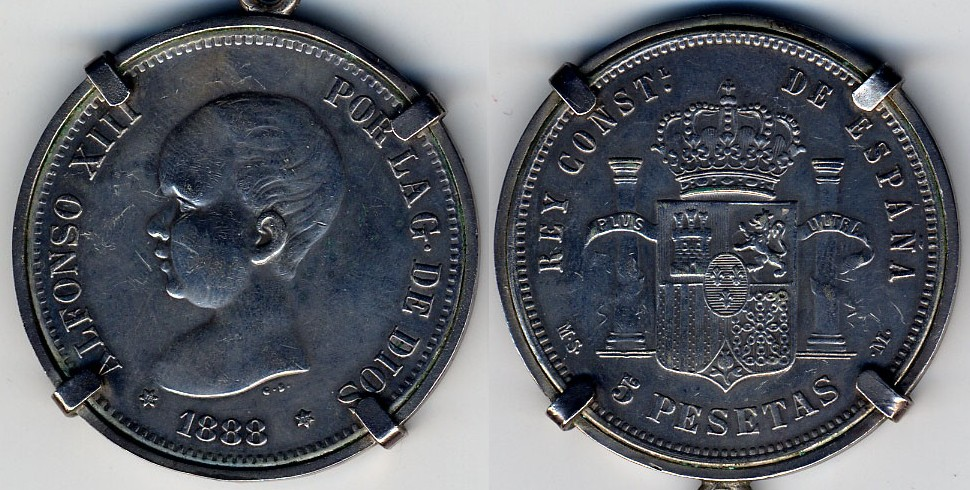
Moneda de 5 pesetas acuñada en 1888 con la efigie de Alfonso XIII con dos años de edad.

A mediados de los década de los ochenta se hicieron sentir en España los efectos de la «depresión agraria» europea iniciada a mediados de la década anterior y caracterizada por el descenso de la producción y la caída de los precios a causa de la llegada de los productos agrícolas de los «nuevos países» —Argentina, Estados Unidos, Canadá, Australia— con costes de producción más bajos y cuyos costes de transporte se habían reducido considerablemente gracias a los avances en la navegación a vapor. La “depresión agraria” afectó sobre todo al sector cerealista, concentrado en Castilla, ya que las exportaciones se redujeron, aunque también recayó sobre otros sectores como la remolacha azucarera o la carne —por ejemplo, la ganadería gallega perdió sus mercados exteriores en Gran Bretaña—.

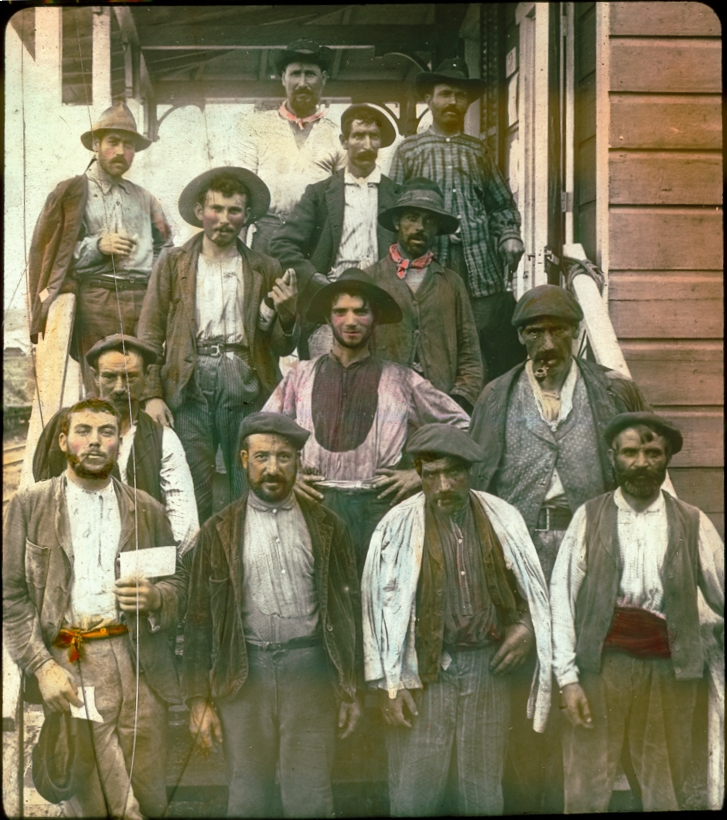
Trabajadores españoles en la construcción del canal de Panamá (hacia 1900)

Como consecuencia de la crisis agraria los salarios de los jornaleros se estancaron —entre 1870 y 1890, el salario medio, era de una peseta diaria en faenas ordinarias y algo más durante la recolección de las cosechas, muy por debajo de los salarios agrícolas europeos— y muchos pequeños propietarios y arrendatarios se arruinaron, optando bastantes de ellos por emigrar. Así de las 725.000 personas que emigraron entre 1891 y 1900 a América del Sur —prefentemente a Argentina, Uruguay y Brasil, además de Cuba— un 65% eran labradores. La media anual de emigrantes en el período 1882-1889 fue de 62.305 y de 59.072 entre 1890 y 1903.
Los propietarios ceralistas castellanos, especialmente los trigueros, formaron en 1887 la Liga Agraria para presionar al gobierno para que adoptara medidas proteccionistas, que ya habían acordado otros países europeos, y reservar el mercado interno a los cereales autóctonos, aunque fuera a costa de los consumidores que tendrían que soportar precios más altos y dedicar una parte mayor de sus ingresos a la compra de alimentos, lo que a la larga supondría un freno a la industrialización. A la campaña proteccionista se sumaron los industriales textiles catalanes muy afectados por la depresión agraria porque estaba provocando la caída de sus ventas. Así se formó un frente común castellano-catalán que se formalizó con la celebración en Barcelona en 1888 del Congreso Económico Nacional –en la década siguiente se sumarían al mismo los patronos metalúrgicos vascos—. Ese mismo año se celebró en Valladolid una manifestación y asamblea multitudinarias, que fueron seguidas por otras en Sevilla, Guadalajara, Tarragona y Borjas Blancas (Lérida). Y en enero de 1889 la Liga Agraria celebró su II Asamblea.

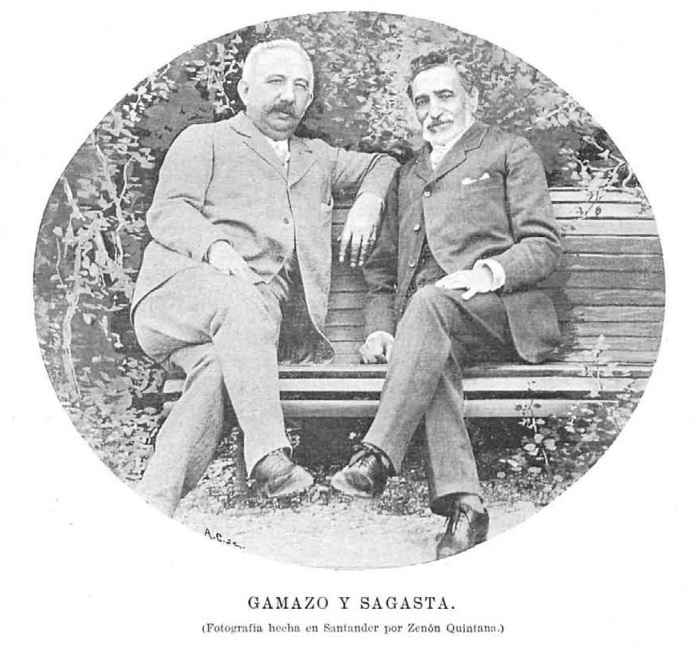
Germán Gamazo y Práxedes Mateo Sagasta.

Al frente de la Liga Agraria se puso Germán Gamazo, ministro de Ultramar en el gobierno de Sagasta, aunque su actuación respondió más a los intereses de la facción de amigos políticos que encabezaba, que a la presión de los propietarios agrarios agrupados en la Liga. Eso es lo que explica que los «gamacistas» no apoyaran el movimiento proteccionista hasta el verano de 1888 —a pesar de que éste se había iniciado mucho antes— utilizándolo en la operación política de acoso a Sagasta por parte de varias facciones liberales, y que lo frenaran cuando en el verano del año siguiente buscaran el acuerdo con Sagasta.
Así la pugna proteccionismo-librecambio provocó tensiones en el seno del gobierno de Sagasta, porque la mayoría de sus miembros, encabezados por Segismundo Moret, ministro de Estado, seguían siendo fieles a la política librecambista que tradicionalmente habían mantenido los liberales —de hecho había sido el primer gobierno de Sagasta el que en 1881 había levantado la suspensión de la Base Quinta de la reforma arancelaria de Laureano Figuerola aprobada en 1869 durante el Sexenio Democrático y que establecía el progresivo desmantelamiento de todas las barreras arancelarias. Sin embargo, los liberales fueron revisando sus planteamientos librecambistas, empezando por el propio Moret, hasta adoptar una «tercera vía pragmática» que se concretó en no aumentar los aranceles y al mismo tiempo no aplicar las rebajas arancelarias previstas en la Base Quinta del arancel Figuerola.

## La estabilización del régimen político de la Restauración (1890-1895)
La primera mitad de la última década del siglo XIX, constituye el periodo de «plenitud» del régimen político de la Restauración instaurado por Antonio Cánovas del Castillo tras el Sexenio Democrático. Pasados esos cinco años de relativa estabilidad, durante los que se produjo la normalización del turno entre conservadores y liberales, el régimen tendrá que hacer frente «a varios problemas que no estaban en su agenda política: el problema obrero, la cristalización de un nacionalismo periférico y, finalmente, la propia cuestión colonial que llevó a la guerra de emancipación cubana, primero, y a la hispanonorteamericana, cuya derrota marca la crisis final de siglo, más tarde».

### El gobierno conservador de Cánovas del Castillo (1890-1892)

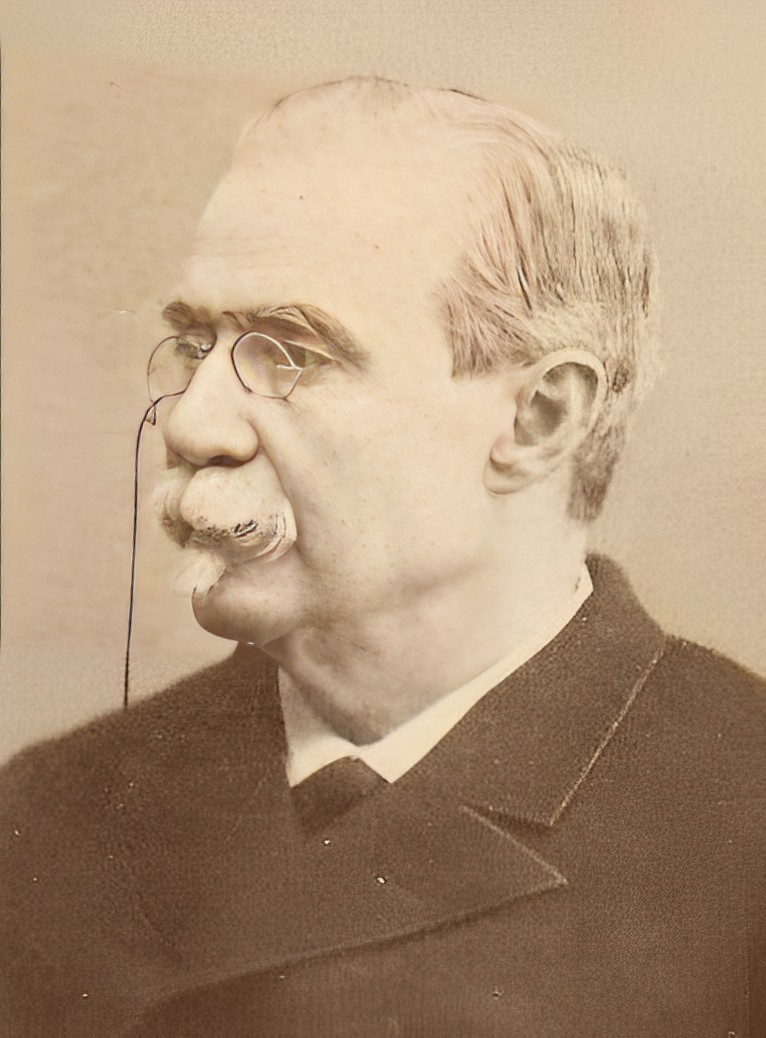
Antonio Cánovas del Castillo, líder del Partido Conservador y artífice del régimen político de la Restauración, conocido también por ello como el sistema canovista.

Culminado su programa de reformas con la aprobación del sufragio universal (masculino), Sagasta dio paso a Cánovas del Castillo que formó gobierno en julio de 1890, solo unos días después de haberse votado la ley en las Cortes. Al parecer el motivo inmediato del relevo fue la amenaza a Sagasta por parte de Francisco Romero Robledo de hacer públicos ciertos documentos sobre la concesión de un ferrocarril en Cuba, en los que aparecía implicada su esposa —«un potentado cubano pagó más de 40.000 pesetas oro por los documentos que, meses más tarde, destruyó Moret»—. También influyó el escándalo de la Cárcel Modelo de Madrid —en manos de los liberales, así como el ayuntamiento de la capital— cuando se supo, a raíz de las investigaciones realizadas con motivo del crimen de la calle Fuencarral, que los presos entraban y salían de la prisión con libertad —el diputado conservador Francisco Silvela acusó al gobierno de no conseguir «hacer obligatorios los presidios a aquellos penados que disfrutaban de recursos para tener abono de tendido»—.
El nuevo gobierno no modificó las reformas introducidas por los liberales. Así lo confirmó en el Mensaje de la Regente en la inauguración de las Cortes elegidas en 1891: «No tiene el gobierno el propósito de presentar a vuestro examen restricción ninguna de las reformas políticas y jurídicas que, llevadas a término en los primeros días de la Regencia, constituyen un estado legal digno de respeto».
De esta forma, según Suárez Cortina, «quedaba así sellada una nota básica del sistema canovista: los avances liberales eran respetados por el conservadurismo, de modo que el régimen se consolidaba a partir de un equilibrio entre la conservación y el progreso». Por ello fue el gobierno de Cánovas el que presidió las primeras elecciones por sufragio universal celebradas en febrero de 1891, en las que la maquinaria del fraude volvió a funcionar y los conservadores obtuvieron una amplia mayoría en el Congreso de los Diputados (253 escaños, frente a los 74 de los liberales, y los 31 de los republicanos). Cánovas ya había manifestado que no le asustaba «el manejo práctico» del sufragio universal a pesar de que se pasó de 800.000 electores a 4.800.000.

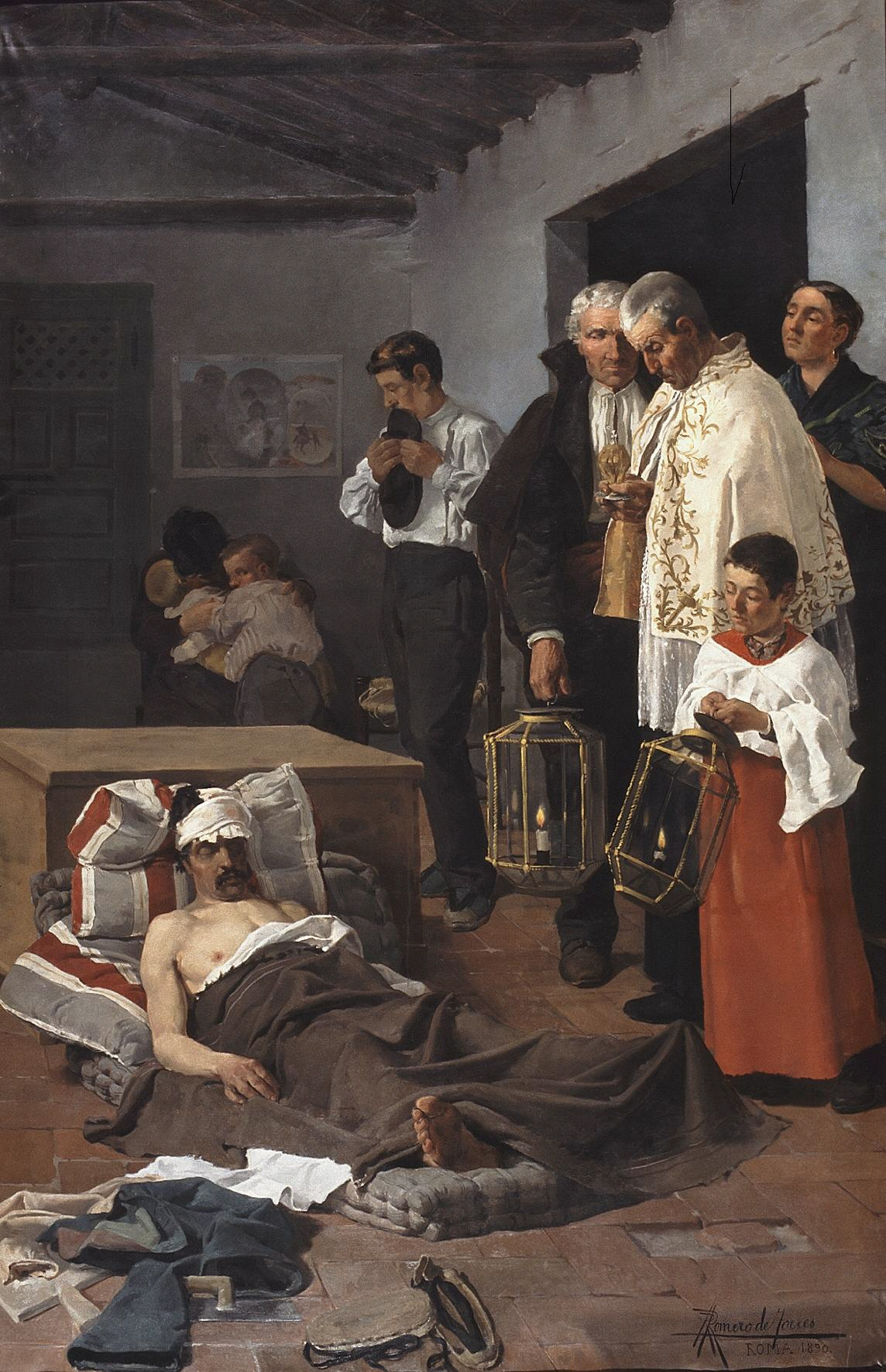
El albañil herido o Los últimos sacramentos (1890), de Rafael Romero de Torres. En este cuadro se observa la forma de abordar la cuestión social por parte de los sectores ideológicos opuestos a la intervención del Estado y que fue denunciada, entre otros muchos, por el presidente del gobierno Cánovas del Castillo.

El gobierno de Cánovas del Castillo anunció que, una vez concluidas las reformas políticas y jurídicas, iba dar preferencia a las cuestiones económicas y sociales «desarrollando un régimen de eficaz protección a todos los ramos del trabajo», con una especial atención a «cuanto atañe a los intereses de la clase trabajadora», aunque en este último punto nada se avanzó debido a la oposición que encontraron los intentos de aprobar las primeras leyes sociales, incluso dentro de las filas del propio partido conservador. Así por ejemplo el diputado Alberto Bosch y Fustegueras, de la facción de Romero Robledo, se manifestó en contra de la limitación de las horas de trabajo de mujeres y de niños con el siguiente argumento:

Limitar el trabajo es la más odiosa y la más extraña de las tiranías; limitar el trabajo del niño es entorpecer la educación tecnológica y el aprendizaje; limitar el trabajo de las mujeres… es hasta impedir que la madre realice el más hermoso de los sacrificios… el sacrificio indispensable en algunas ocasiones para mantener el hogar de la familia.

Cuando a fines de 1890 el presidente Cánovas del Castillo habló en el Ateneo de Madrid de la necesidad de la intervención del Estado para resolver la cuestión social alegando la insuficiencia de las actitudes morales —la caridad del rico y la resignación del pobre—, el pensador católico tradicionalista Juan Manuel Ortí y Lara le acusó de «caer en la sima del socialismo, violando los principios de la justicia, que consagran el derecho de la propiedad», alabando a continuación «el oficio de la mendiguez, [que] no repugna a la religión; al contrario, la religión la ha sancionado… y la ennoblece. […] El espectáculo de la mendiguez… [fomenta] el espíritu cristiano».
La medida más importante tomada por el gobierno fue el llamado Arancel Cánovas de 1891, que derogó el librecambista Arancel Figuerola de 1869 y estableció fuertes medidas proteccionistas para la economía española, que fueron complementadas con la aprobación al año siguiente de la Ley de Relaciones Comerciales con las Antillas. Con este arancel el gobierno satisfacía las demandas de determinados sectores económicos —la agricultura cerealista castellana; el textil catalán— además de sumarse a la tendencia internacional a favor del proteccionismo en detrimento del librecambismo. Cánovas explicó el abandono del librecambismo en un opúsculo titulado De cómo he venido yo a ser doctrinalmente proteccionista en el que lo justificó más por razones nacionalistas españolas que por razones económicas.

### El nacimiento del nacionalismo catalán y del nacionalismo vasco
En 1892, el año en el que el gobierno de Cánovas organizó los actos de celebración del IV Centenario del Descubrimiento de América, se produjeron dos acontecimientos de gran trascendencia para el futuro: la aprobación por la recién creada Unió Catalanista, la primera organización del nacionalismo catalán plenamente política, de las Bases de Manresa, el documento fundacional del catalanismo político; y la publicación del libro de Sabino Arana Bizkaya por su independencia, acta de nacimiento del nacionalismo vasco.

#### El nacionalismo catalán: la Unió Catalanista y las Bases de Manresa

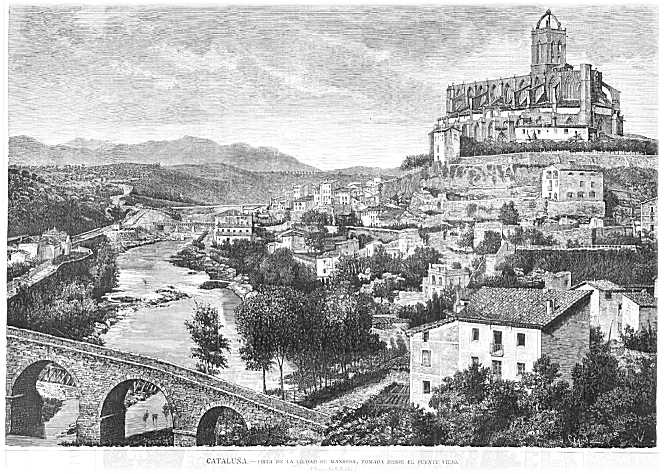
Manresa en 1881.

En 1891 la Lliga de Catalunya propuso la formación de la Unió Catalanista que enseguida obtuvo el apoyo de entidades y periódicos catalanistas, y también de particulares —a diferencia de lo que había ocurrido cuatro años antes con el fracasado Gran Consell Regional Català propuesto por Bernat Torroja, presidente de la Associació Catalanista de Reus, y que pretendía reunir a los presidentes de las entidades catalanistas y los directores de los periódicos afines—. La Unió celebró en marzo de 1892 su primera asamblea en Manresa, a la que asistieron 250 delegados en representación de unas 160 localidades, donde se aprobaron las Bases per a la Constitució Regional Catalana, más conocidas como las Bases de Manresa, que se suelen considerar como el «acta de nacimiento del catalanismo político», al menos el de raíz conservadora.
«Las Bases son un proyecto autonomista, en absoluto independentista, de talante tradicional y corporativista. Estructuradas en diecisiete artículos propugnan la posibilidad de modernizar el Derecho civil, la oficialidad exclusiva del catalán, la reserva para los naturales de los cargos públicos incluidos los militares, la comarca como entidad administrativa básica, la soberanía interior exclusiva, unas cortes de elección corporativa, un tribunal superior en última instancia, la ampliación de los poderes municipales, el servicio militar voluntario, un cuerpo de orden público y moneda propios y una enseñanza sensible a la especificidad catalana».

#### El nacionalismo vasco: Sabino Arana y la fundación del PNV
En 1892 Sabino Arana Goiri publica el libro Bizkaya por su independencia, que representa el acta de nacimiento del nacionalismo vasco. Arana había nacido en 1865 en la anteiglesia de Abando —que acabaría anexionada a Bilbao a finales del siglo XIX— en el seno de una familia burguesa, católica y carlista. El Domingo de Resurrección de 1882, cuando tenía 17 años, se produjo su «conversión» del carlismo al nacionalismo bizkaitarra gracias a que su hermano Luis Arana lo convenció —un hecho que en 1932, cuando se cumplieron 50 años, el PNV celebró como el primer Aberri Eguna o Día de la Patria Vasca. «A partir de entonces Sabino se consagró al estudio de la lengua vasca (que desconocía, pues el castellano era el idioma de su familia), de la historia y del derecho (los Fueros) de Vizcaya, que le ratificaron en la revelación de su hermano Luis: Vizcaya no era España».

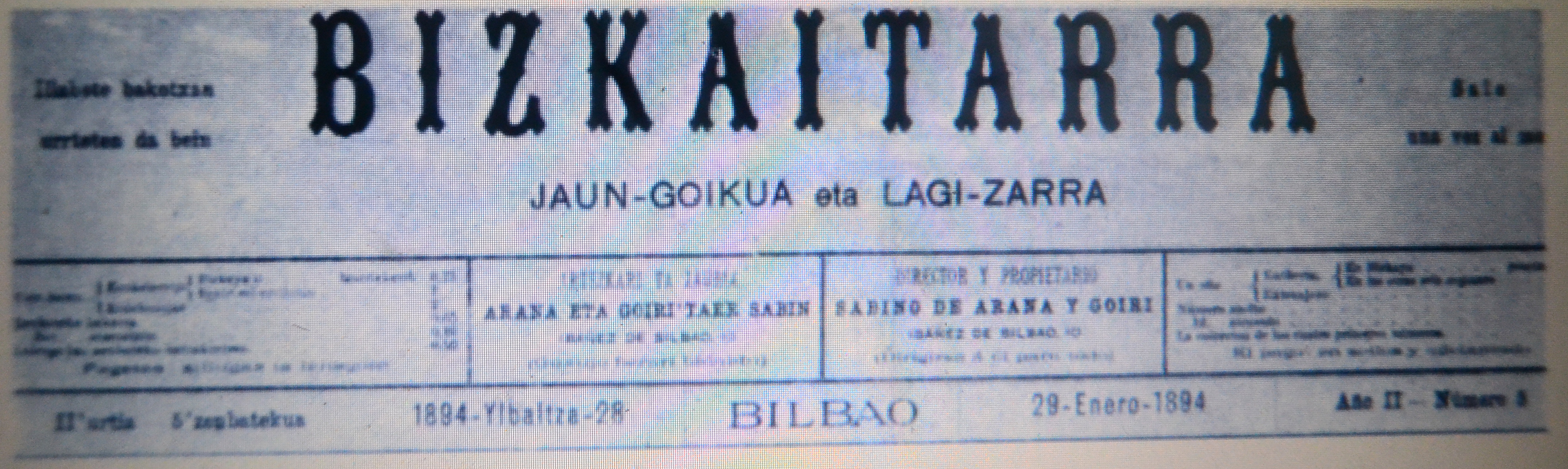
Cabecera del periódico Bizkaitarra con el lema Jaun-Goikua eta Lagi Zarra ('Dios y Ley Vieja') que será también el del PNV.

Su doctrina política se concretó en junio del año siguiente en su discurso de Larrazábal, pronunciado ante un grupo de fueristas "euskalerriacos" encabezados por Ramón de la Sota. En él explicó que el objetivo político del libro Bizcaya por su independencia era despertar la conciencia nacional de los vizcaínos, pues España no era su patria sino Vizcaya y adoptó el lema Jaun-Goikua eta Lagi-Zarra (JEL, 'Dios y Ley Vieja'), síntesis de su programa nacionalista. Ese mismo año de 1893 comenzó a publicar el periódico Bizkaitarra en el que se declaró «antiliberal» y «antiespañol» —por esto último, sobre lo que sustentaba ideas muy radicales, pasó medio año en la cárcel y el periódico fue suspendido—. En 1894, Arana funda el Euskeldun Batzokija, el primer batzoki, un centro nacionalista y católico integrista muy cerrado, pues solo contó con un centenar de socios por las rígidas condiciones de ingreso. También fue clausurado por el gobierno, pero fue el embrión del Partido Nacionalista Vasco (Eusko Alderdi JELtzalea, EAJ-PNV) fundado en la clandestinidad el 31 de julio de 1895 —festividad de san Ignacio de Loyola, a quien admiraba Arana—. Dos años después Arana adoptaba el neologismo Euskadi —país de los euzkos o vascos de raza—, pues no le gustaba el nombre tradicional de Euskalerria —pueblo que habla euskera—.
La propuesta nacionalista vasca de Sabino Arana se basaba en las siguientes ideas:
- Una concepción «orgánico-historicista» (o «esencialista») de la nación vasca —las naciones existen desde siempre con independencia de la voluntad de sus habitantes— cuyo «ser» propio son la religión católica y la raza vasca —identificada por los apellidos y no por el lugar de nacimiento, de ahí que exigiese tener los cuatro primeros apellidos vascos para ser miembro del primer batzoki, aunque el PNV más adelante los redujo a uno— y no el euskera —en lo que se diferenciaba notablemente del nacionalismo catalán, cuyo rasgo identitario más importante era la lengua—. «Si nos dieran a elegir entre una Bizcaya poblada de maketos que sólo hablasen el euskera y una Bizcaya poblada de bizcaínos que sólo hablasen el castellano, escogeríamos sin dubitar esta segunda porque es preferible la sustancia bizcaína con accidentes exóticos que pueden eliminarse y sustituirse por los naturales, a una sustancia exótica con propiedades bizcaínas que nunca podrían cambiarla», escribió Sabina Arana en su opúsculo de 1894 Errores Catalanistas.

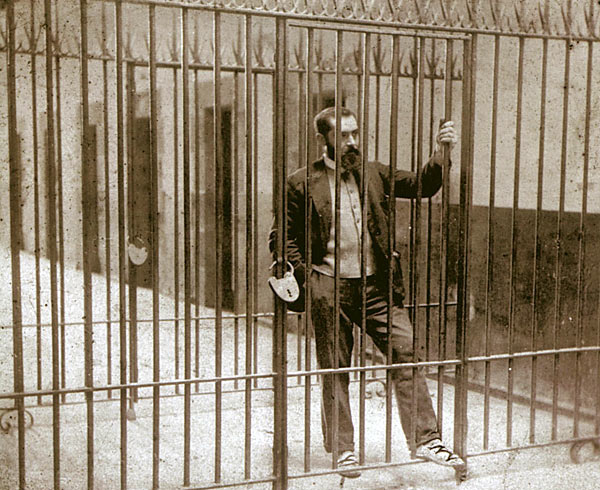
Sabino Arana en la cárcel de Larrinaga en 1895

- El integrismo católico y el providencialismo que le lleva a rechazar el liberalismo, pues éste «nos aparta de nuestro último fin, que es Dios», y en consecuencia a reclamar la independencia de la España liberal, y alcanzar así la salvación religiosa del pueblo vasco. «Bizkaya, dependiente de España, no puede dirigirse a Dios, no puede ser católica en la práctica», afirmó, y por eso proclamó que su grito de independencia «SÓLO POR DIOS HA RESONADO».
- La nación vasca entendida como antagónica de la nación española —son «razas» distintas— pues han sido enemigas desde la antigüedad. Vizcaya, como Guipúzcoa, Álava y Navarra, lucharon siempre por su independencia frente a España, cosa que consiguieron cuando los reyes «españoles» no tuvieron más remedio que concederles sus fueros. Desde entonces, según Arana, los cuatro territorios fueron independientes de España y entre sí, hasta que en 1839 los fueros fueron subordinados a la Constitución española, pues según Arana, a diferencia de los fueristas, fueros vascos y Constitución española eran incompatibles. «El año 39 cayó Bizcaya definitivamente bajo el poder de España. Nuestra patria Bizkaya, de nación independiente que era, con poder y derecho propios, pasó a ser en esa fecha una provincia española, una parte de la nación más degradada y abyecta de Europa», escribió Arana en 1894.

Ikurriña con las proporciones del diseño original de los hermanos Luis y Sabino Arana.

- El pueblo vasco —definido racialmente, no lingüística ni culturalmente— ha ido «degenerando» en un dilatado proceso que culmina en el siglo XIX con la desaparición de los Fueros. En ese proceso los inmigrantes españoles que han llegado —«invadido», según Arana— al País Vasco a trabajar en sus minas y en sus fábricas —los maquetos— son los culpables de todos los males: de la desaparición de la sociedad tradicional —con la industrialización, de ahí el anticapitalismo inicial y la idealización del mundo rural de Arana: «Fuese pobre Bizcaya y no tuviera más que campos y ganados, y seríamos entonces patriotas y felices»— y de su cultura basada en la religión católica —con la llegada de ideas modernas antirreligiosas, como «la impiedad, todo género de inmoralidad, la blasfemia, el crimen, el libre pensamiento, la incredulidad, el socialismo, el anarquismo...»— y del retroceso de la lengua vasca.
- La única forma de acabar con la «degeneración» de la raza vasca es que recupere su independencia de España, volviendo a la situación anterior a 1839 —lo fundamental, según Arana, era reclamar la derogación de la ley de 1839, no la de 1876—. Una vez conseguida la independencia se constituiría una Confederación de Estados vascos con los antiguos territorios forales de ambas vertientes de los Pirineos —Vizcaya, Guipúzcoa, Alava y Navarra, de la parte sur; Benabarra, Lapurdi y Zuberoa, de la parte norte—. Esta Confederación que denominó Euskadi se basaría en la «unidad de raza, en lo posible» y en la «unidad católica», por lo que en ella solo tendrían cabida los vascos de raza y los católicos confesionales, quedando excluidos no solo los inmigrantes maquetos sino también los vascos de ideología liberal, republicana o socialista.

### La caída de los conservadores y la vuelta de los liberales (1893-1895): el terrorismo anarquista

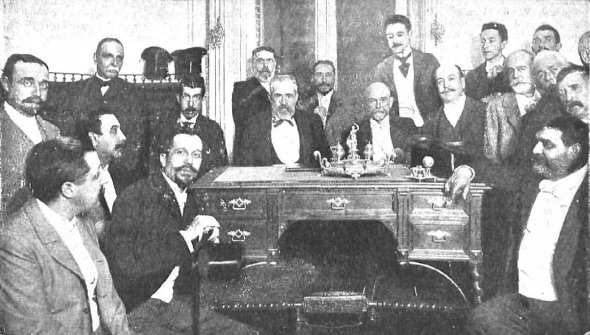
Francisco Romero Robledo (sentado a la derecha de la mesa) y su grupo de amigos políticos.

En el gobierno conservador de Cánovas convivieron dos tendencias opuestas del conservadurismo representadas por Francisco Romero Robledo —que había vuelto a las filas del Partido Conservador tras su experiencia fallida con el Partido Liberal-Reformista— y Francisco Silvela. El primero encarnaba «el dominio de las prácticas clientelares, de la manipulación electoral y del triunfo del pragmatismo más crudo», mientras que el segundo representaba el «reformismo conservador», que pretendía «restablecer el prestigio de la ley y cortar todo abuso, toda infracción». El presidente Cánovas del Castillo se inclinó hacia el «pragmatismo» de Romero Robledo ante la nueva situación creada por la implantación del sufragio universal, por lo que Silvela salió del gobierno en noviembre de 1891 y su marcha provocó la mayor crisis interna de la historia del Partido Conservador.
En diciembre de 1892 un caso de corrupción en el ayuntamiento de Madrid provocó la crisis del gobierno de Cánovas, que la regente solventó llamando de nuevo a Sagasta —en el debate que tuvo lugar en el Congreso se consumó la ruptura entre Cánovas y Silvela cuando éste mencionó la obligación de «soportar al jefe», lo que motivó la respuesta airada de aquel—. Sagasta siguiendo los usos del sistema canovista obtuvo el decreto de disolución de las Cortes y de convocatoria de nuevas elecciones para dotarse de una mayoría amplia que apoyara al nuevo gobierno. Las elecciones se celebraron en marzo de 1893 y como era de esperar supusieron un rotundo triunfo de las candidaturas gubernamentales (los liberales consiguieron 281 diputados, frente a 61 de conservadores —divididos entre canovistas, 44, y silvelistas, 17—, más 7 carlistas, 14 republicanos posibilistas y 33 republicanos unionistas.
Sagasta formó un gobierno llamado de notables porque incluía a todos los jefes de facción del partido liberal, incluido el general López Domínguez que se reintegró a sus filas, y los republicanos posibilistas de Emilio Castelar —a quienes Cánovas obligó a abjurar públicamente de su fe republicana, por voz de Melchor Almagro—, y tuvo que esforzarse en conciliar las posiciones «derechista» y «proteccionista» de Germán Gamazo con las «izquierdistas» y «librecambistas» de Segismundo Moret. Gamazo al frente de la cartera de Hacienda se propuso alcanzar el equilibrio presupuestario pero su proyecto se vio frustrado por el aumento del gasto causado por la breve guerra de Margallo que tuvo lugar en los alrededores de Melilla entre octubre de 1893 y abril de 1894. El motivo de la guerra fue el conflicto surgido por la construcción de un fuerte en una zona próxima a Sidi Guariach en la que existía una mezquita y un cementerio, lo que fue considerado por los rifeños como una profanación. Se produjeron duros combates, en los que destacó el sitio del fuerte de Cabrerizas Altas en el que quedaron cercados alrededor de 1000 hombres y que se saldó con 41 muertos y 121 heridos entre las fuerzas españolas.

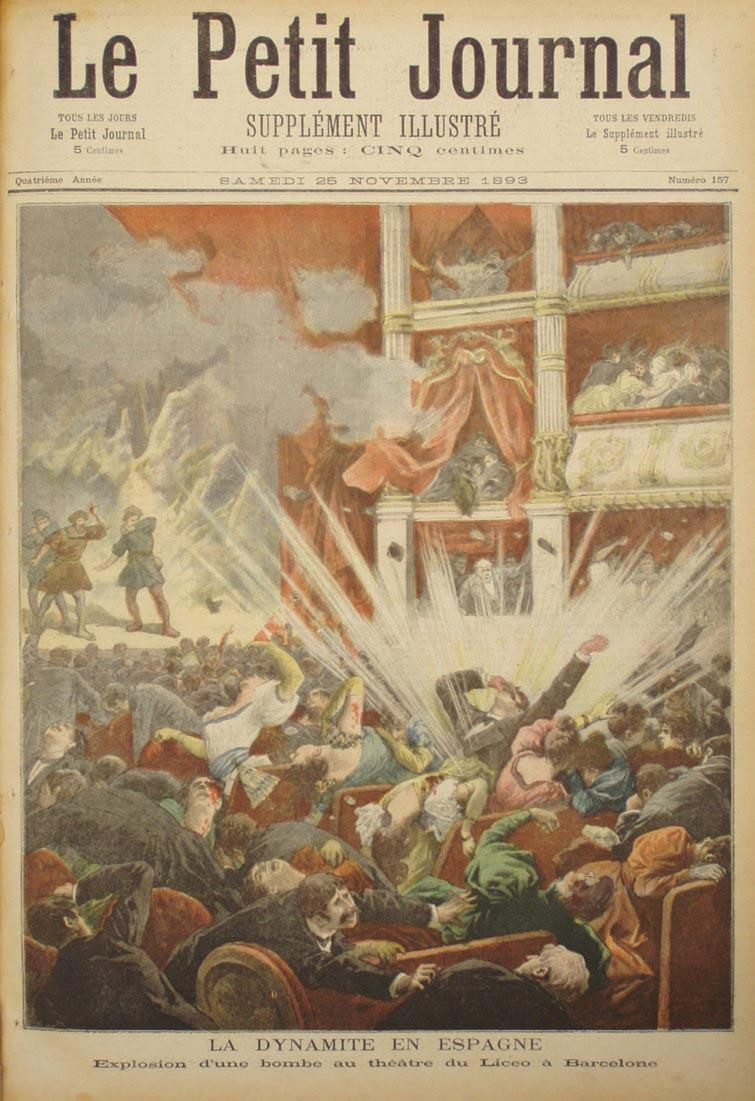
Ilustración de Le Petit Journal sobre la bomba del Liceo lanzada por un anarquista el 7 de noviembre de 1893 y que causó 22 muertos y 35 heridos.

Por su parte el ministro de Ultramar Antonio Maura, yerno de Gamazo, puso en marcha la reforma del régimen colonial y municipal de Filipinas para dotarlos de una mayor autonomía administrativa —a pesar de la oposición que despertó entre ciertos sectores del nacionalismo español y de la Iglesia—, pero fracasó en su intento de hacer lo mismo en Cuba, a causa de que a la españolista Unión Constitucional la reforma le pareció demasiado avanzada, mientras que no satisfizo las aspiraciones del Partido Liberal Autonomista cubano. El proyecto fue rechazado por las Cortes donde fue tachado de antipatriótico, y el ministro Maura llegó a ser calificado de filibustero, beodo y energúmeno. Maura y su suegro Germán Gamazo dimitieron abriendo una grave crisis en el gobierno de Sagasta.
Un grave problema al que tuvo que hacer frente el gobierno fue el del terrorismo anarquista de la «propaganda por el hecho» justificado por sus partidarios como una respuesta a la violencia de la sociedad y del Estado burgueses, que hacía desesperada la vida de muchos trabajadores, además de ser una forma de replesalia contra la brutal represión de la policía. Su escenario principal fue la ciudad de Barcelona. El primer atentado importante había tenido lugar en febrero de 1892 en la Plaza Real de Barcelona, resultando muerto un trapero y heridas varias personas. El primero que tuvo un objetivo marcadamente político se produjo el 24 de septiembre de 1893 al estar dirigido contra el general Arsenio Martínez Campos, capitán general de Cataluña y uno de los personajes claves de la Restauración. Martínez Campos solo resultó herido levemente, pero murió una persona y otras resultaron heridas de diferente consideración. El autor del atentado, el joven anarquista Paulino Pallás —que fue fusilado dos semanas más tarde—, lo justificó como una represalia por los incidentes ocurridos año y medio antes en Jerez de la Frontera cuando en la noche del 8 de enero de 1892 unos 500 campesinos trataron de tomar la ciudad para liberar a unos compañeros presos en la cárcel y dos vecinos y uno de los asaltantes murieron, desatándose a continuación una represión indiscriminada sobre las organizaciones obreras andaluzas —cuatro obreros fueron ejecutados tras un consejo de guerra, y dieciséis más fueron condenados a cadena perpetua; todos ellos habían denunciado que las confesiones habían sido obtenidas mediante tortura—. La venganza anunciada por Paulino Pallás poco antes de ser fusilado, se cumplió tres semanas después, cuando el 7 de noviembre el anarquista Santiago Salvador lanzó dos bombas al patio de butacas del Teatro del Liceo de Barcelona, aunque solo una explotó, y mató a 22 personas e hirió a otras 35. «Las escenas de horror que se sucedieron y la sensación de alarma que se propagó entre la población barcelonesa, són fácilmente imaginables».
Finalmente el gobierno cayó en marzo de 1895 porque Sagasta dimitió al negarse a la pretensión del general Martínez Campos de que fueran juzgados por tribunales militares los periodistas de dos diarios cuyas redacciones habían sido asaltadas por un grupo de oficiales descontentos con las noticias que habían publicado que consideraban injuriosas. Cánovas volvió a ocupar la presidencia del gobierno. Un mes antes había comenzado la guerra de Cuba.

### La guerra de Margallo (1893-1894)

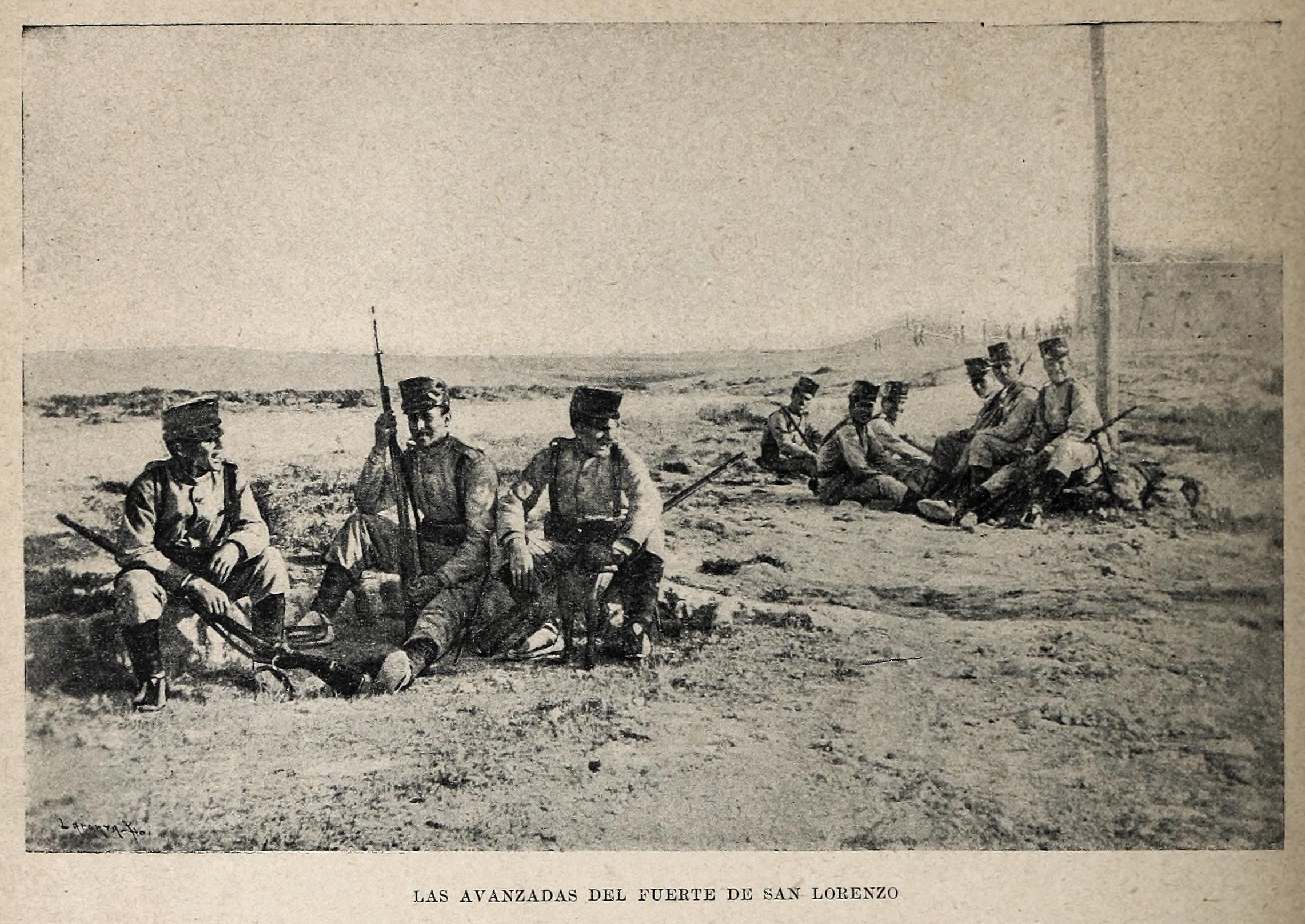
Tropas españolas de las avanzadas del Fuerte de San Lorenzo, en Melilla (Blanco y Negro, 4 de noviembre de 1893).

En 1893 los musulmanes se opusieron en Melilla a la construcción del Fuerte de la Purísima Concepción en Sidi Guariach, y organizaron un ataque el 3 de octubre. Los 1 463 soldados de la guarnición de Melilla tuvieron que hacer frente a entre 8 000 y 10 000 musulmanes. El ministro José López Domínguez mandó como refuerzos, al mando del general Ortega, un total de 350  militares. En el contraataque del 28 de octubre murió el gobernador Juan García Margallo en la puerta del fuerte de Cabrerizas Altas. Se envió una flota que apoyó a las tropas españolas con bombardeos navales. Posteriormente, se creó en la península un ejército expedicionario al mando del capitán general Arsenio Martínez Campos, 20 000 hombres Estas tropas llegaron llegaron a Melilla el 29 de noviembre, produciendo un efecto disuasorio, y cesaron los combates. Tras esto, España finalizó la construcción del fuerte. El 5 de marzo de 1894 el Martínez Campos firmó con el sultán el Tratado de Fez, en el que él se comprometía a garantizar la paz en la región e indemnizaba a España con 20 millones de pesetas.

## La crisis de final de siglo (1895-1902)

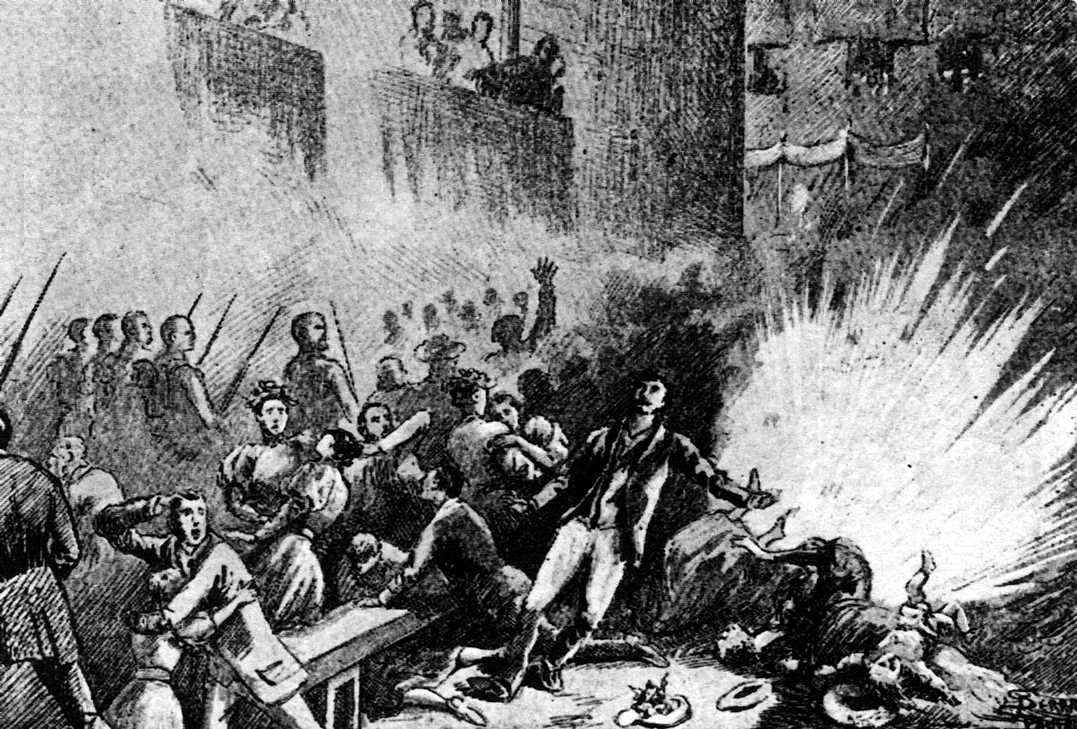
Dibujo reproduciendo el momento de la explosión de la bomba en la procesión del Corpus Cristi de 1896 en la calle Canvis Nous de Barcelona. La represión posterior conocida como el proceso de Montjuic levantó una oleada de protestas nacional e internacional.

La crisis de final de siglo estuvo provocada por la guerra de Independencia cubana iniciada en febrero de 1895 y que concluyó con la derrota española en la guerra hispano-estadounidense de 1898. Pero a nivel interno también desempeñó un papel importante el terrorismo anarquista, cuyo atentado de mayor repercusión tuvo lugar en Barcelona el 7 de junio de 1896 durante el paso de la procesión del Corpus por la calle Canvis Nous en el que seis personas murieron en el acto, y otras cuarenta y dos resultaron heridas. La represión policial que se desató a continuación fue brutal e indiscriminada y dio lugar al famoso proceso de Montjuic, durante el cual 400 «sospechosos» fueron encarcelados en el castillo de Montjuic, donde fueron brutalmente torturados —«uñas arrancadas, pies aplastados por máquinas prensoras, cascos eléctricos, puros habanos apagados en la piel…»—. A continuación varios consejos de guerra condenaron a muerte a 28 personas —cinco de las cuales fueron ejecutadas— y a otras 59 a cadena perpetua —63 fueran declaradas inocentes pero fueron deportadas a Río de Oro—. El proceso de Montjuic tuvo una gran repercusión internacional, dadas la dudas que había sobre las pruebas en que se habían basado las condenas —básicamente las confesiones de los acusados obtenidas mediante torturas—, que también fue seguida por una campaña de parte de la prensa española en contra del gobierno y de los «verdugos», en la que destacó el joven periodista Alejandro Lerroux, director del diario madrileño republicano El País que con el título de Las infamias de Montjuïc publicó durante meses los relatos de los torturados —además Lerroux emprendió una gira de propaganda por La Mancha y Andalucía—.En ese ambiente exaltado de protestas por los procesos de Montjuic se produjo el asesinato del presidente del gobierno Antonio Cánovas del Castillo por el anarquista italiano Michele Angiolillo el 8 de agosto de 1897. Práxedes Mateo Sagasta se tuvo que hacer cargo del gobierno.

### La guerra de Cuba (1895-1898)

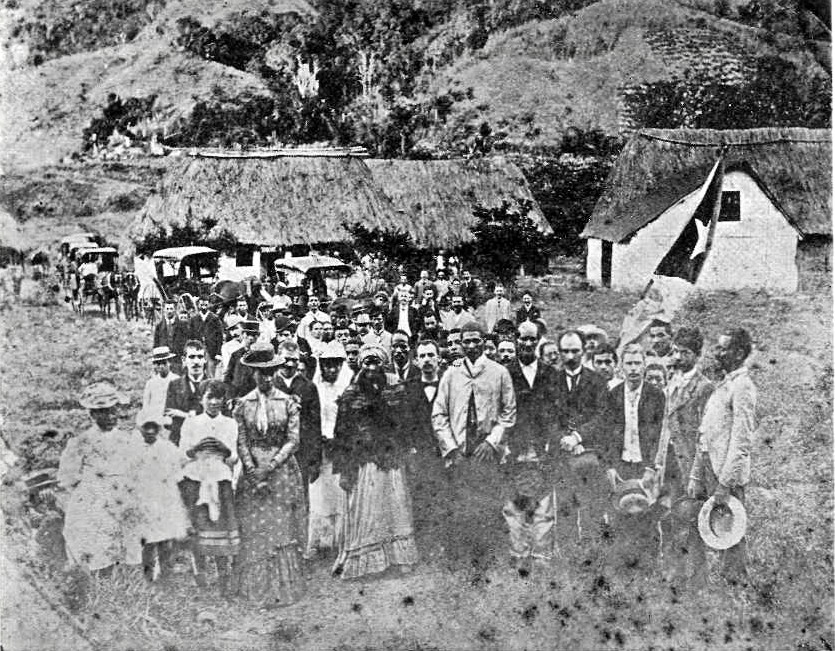
José Martí (cuarto por la derecha) en un acto de propaganda del Partido Revolucionario Cubano en 1892.

La política española respecto a Cuba tras la firma de la "paz de Zanjón" de 1878, que puso fin a la guerra de los Diez Años, fue su asimilación a la metrópoli, como si fuera una provincia española más —se le concedió, al igual que a Puerto Rico, el derecho a elegir diputados al Congreso en Madrid—. Esta política de españolización que pretendía contrarrestar el nacionalismo secesionista cubano se vio reforzada por las facilidades concedidas para la emigración de peninsulares a la isla y que fue aprovechada especialmente por gallegos y asturianos —entre 1868 y 1894 llegaron cerca de medio millón de personas, para una población total de 1.500.000 en 1868—. Pero los gobiernos de la Restauración nunca aprobaron la concesión de ningún tipo de autonomía política para la isla, pues consideraban que eso sería el paso previo a la independencia. Un exministro liberal de Ultramar lo expresó así: «por muchos caminos se puede ir a la separación, pero por el camino de la autonomía las enseñanzas de la historia me dicen que se va por ferrocarril». Cuba era considerada «parte del territorio de la nación, que los políticos debían conservar en su integridad».

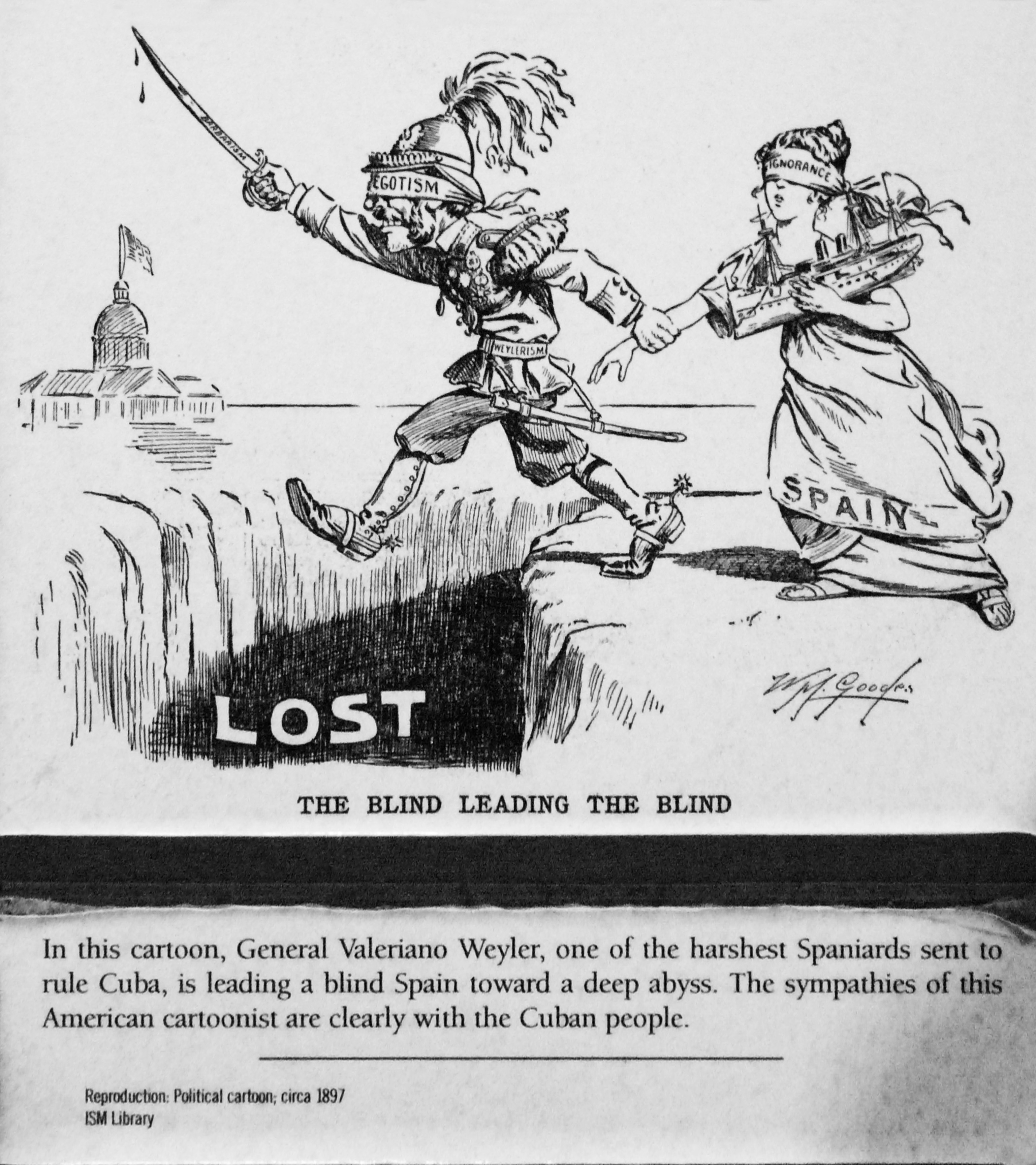
Caricatura satírica norteamericana sobre la actuación del general Valeriano Weyler en la guerra de Cuba titulada El ciego que conduce a la ciega.

De esa forma se negaron a aceptar lo que proponía el Partido Liberal Autonomista cubano que, frente a la españolista Unión Constitucional absolutamente contraria a cualquier concesión, quería «obtener por medios pacíficos y legales unas instituciones políticas particulares para la isla; en las que ellos pudieran participar». Lo que sí consiguieron fue la abolición definitiva de la esclavitud en 1886. Mientras tanto el nacionalismo cubano independentista siguió creciendo alimentado por el recuerdo de los héroes de la guerra y de las brutalidades españolas en la misma.
El último domingo de febrero de 1895, el día que comenzaba el carnaval, estalló una nueva insurrección independentista en Cuba planeada y dirigida por el Partido Revolucionario Cubano, fundado por José Martí en Nueva York en 1892, que moriría al mes siguiente en un enfrentamiento con tropas españolas. El gobierno español reaccionó enviando a la isla un importante contingente militar —unos 220.000 soldados llegarían a Cuba en tres años—. En enero de 1896 el general Valeriano Weyler relevó en el mando al general Arsenio Martínez Campos —que no había conseguido acabar con la insurrección— empeñado en llevar la guerra «hasta el último hombre y la última peseta». «Con el nuevo Capitán General, la estrategia española cambió radicalmente. Weyler decidió que era necesario cortar el apoyo que los independentistas recibían de la sociedad cubana; y para ello ordenó que la población rural se concentrara en poblados controlados por las fuerzas españolas; al mismo tiempo ordenó destruir las cosechas y ganado que podían servir de abastecimiento al enemigo. Estas medidas dieron buen resultado desde el punto de vista militar, pero con un coste humano elevadísimo. La población reconcentrada, sin condiciones sanitarias ni alimentación adecuada, empezó a ser víctima de las enfermedades y a morir en gran número. Por otra parte, muchos campesinos, sin nada que perder ya, se unieron al ejército insurgente». Las brutales medidas aplicadas por Weyler causaron un gran impacto en la opinión pública internacional, especialmente en la norteamericana.
Mientras tanto, en 1896 se iniciaba otra insurrección independentista en el archipiélago de las Filipinas encabezada por el Katipunan, una organización nacionalista filipina fundada en 1892. A diferencia de Cuba la rebelión se consiguió detener en 1897 aunque el general Polavieja recurrió a unos métodos parecidos a los de Weyler —José Rizal, el principal intelectual nacionalista filipino, fue ejecutado—. A mediados de 1897 el general Polavieja fue relevado en el mando por el general Fernando Primo de Rivera quien alcanzó un pacto con los rebeldes a finales de año.

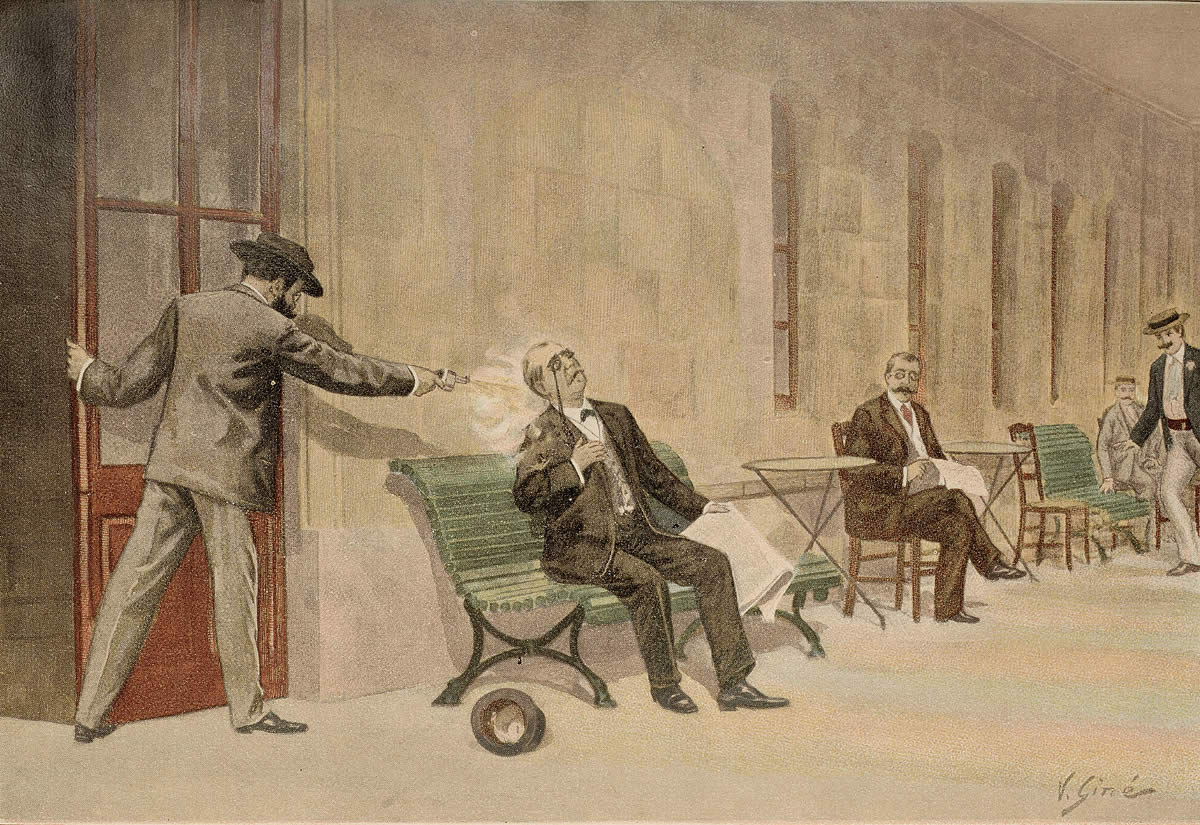
Ilustración del asesinato del presidente del gobierno Cánovas del Castillo en un libro de Francisco Pi y Margall.

El 8 de agosto de 1897 era asesinado Cánovas, y Sagasta, el líder del Partido Liberal, tuvo que hacerse cargo del gobierno en octubre, tras un breve gabinete presidido por el general Marcelo Azcárraga Palmero. Una de las primeras decisiones que tomó fue destituir al general Weyler, cuya política de dureza no estaba dando resultados, siendo sustituido por el general Ramón Blanco y Erenas. Asimismo en un último intento de restar apoyos a la insurrección se concedió la autonomía política a Cuba —también a Puerto Rico, que permanecía en paz—, pero llegó demasiado tarde y la guerra continuó. Por otro lado la política española en Cuba se concentró en satisfacer las demandas de los Estados Unidos, con el objetivo era evitar a toda costa la guerra ya que los gobernantes españoles eran conscientes de la inferioridad naval y militar de España, aunque la prensa, en cambio, desplegó una campaña antinorteamericana y de exaltación españolista.

### La guerra hispano-norteamericana

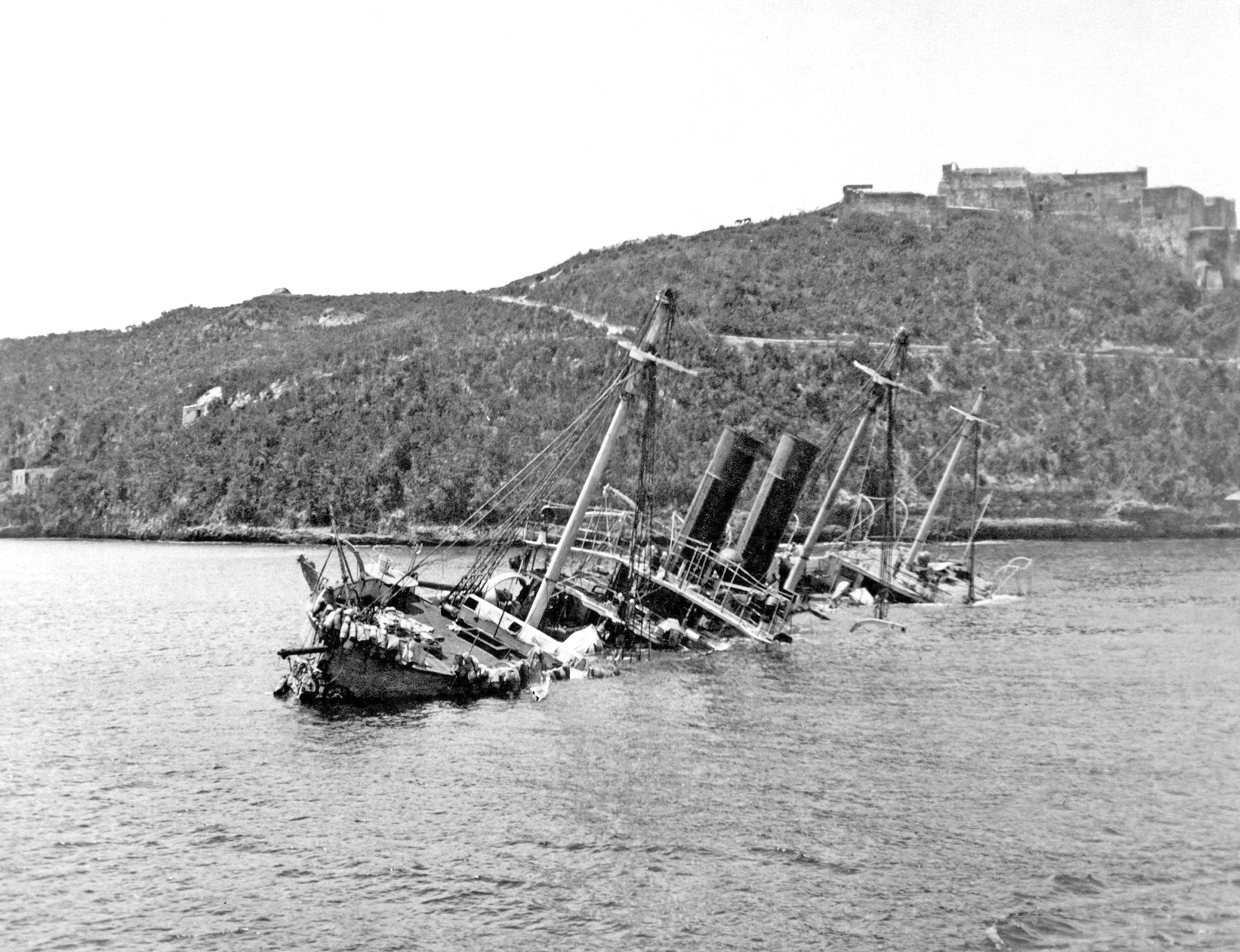
Crucero español Reina Mercedes, hundido en la entrada de la bahía de Santiago de Cuba.

Además de las razones geopolíticas y estratégicas, el interés norteamericano por Cuba —y por Puerto Rico— se debía a la creciente interdependencia de sus respectivas economías —inversiones de capital norteamericano; el 80% de las exportaciones de azúcar cubano iban ya a los Estados Unidos— y también a la simpatía que despertó la causa independentista cubana entre la opinión pública especialmente después de que la prensa sensacionalista aireara la brutal represión ejercida por Weyler e iniciara una campaña antiespañola pidiendo la intervención del ejército norteamericano del lado de los insurrectos. De hecho la ayuda norteamericana en armas y pertrechos canalizada a través de la Junta Cubana presidida por Tomás Estrada Palma y de la Liga Cubana «fue decisiva para impedir el sometimiento de las guerrillas cubanas», según Suárez Cortina. La postura norteamericana se radicalizó con el presidente republicano William McKinley, elegido en noviembre de 1896, quien descartó la solución autonomista admitida por su antecesor, el demócrata Grover Cleveland, y apostó claramente por la independencia de Cuba o la anexión—el embajador norteamericano en Madrid hizo una oferta de compra de la isla que fue rechazada por el gobierno español—. Así la concesión de la autonomía a Cuba aprobada por el gobierno de Sagasta —la primera experiencia de este tipo en la historia contemporánea española— no satisfizo en absoluto las pretensiones norteamericanas, como tampoco las de los independentistas cubanos que continuaron la guerra. Las relaciones entre EE. UU. y España empeoraron cuando la prensa norteamericana publicó una carta privada del embajador español Enrique Dupuy de Lome al ministro José Canalejas, interceptada por el espionaje cubano, en la que llamaba al presidente McKinley «débil y populachero, y además un politicastro que quiere… quedar bien con los jingoes de su partido».
En febrero de 1898 el acorazado norteamericano Maine se hundió en el puerto de La Habana donde se hallaba fondeado a consecuencia de una explosión —264 marineros y dos oficiales murieron— y dos meses después, el 19 de abril, el Congreso de los Estados Unidos aprobaba una resolución en la que se exigía la independencia de Cuba y autorizaba al presidente McKinley a declarar la guerra a España, lo que hizo el 25 de abril. En la resolución del Congreso se decía «que el pueblo de la isla de Cuba es, y tiene el derecho de ser, libre, y que los Estados Unidos tienen el deber de pedir, y por tanto el gobierno de los Estados Unidos pide, que el gobierno español renuncie inmediatamente a su autoridad y gobierno sobre la isla de Cuba y retire de Cuba y las aguas cubanas sus fuerzas terrestres y navales». Las causas de la explosión del Maine todavía se desconocen, aunque «estudios actuales se inclinan por atribuirla a un accidente, lo que confirma la tesis expuesta por la comisión española de que la explosión se debía a causas internas. El informe oficial americano la atribuyó, por el contrario, a causas externas, y era, en palabras del Mensaje de McKinley al Congreso, "una prueba patente y manifiesta de un intolerable estado de cosas en Cuba"».

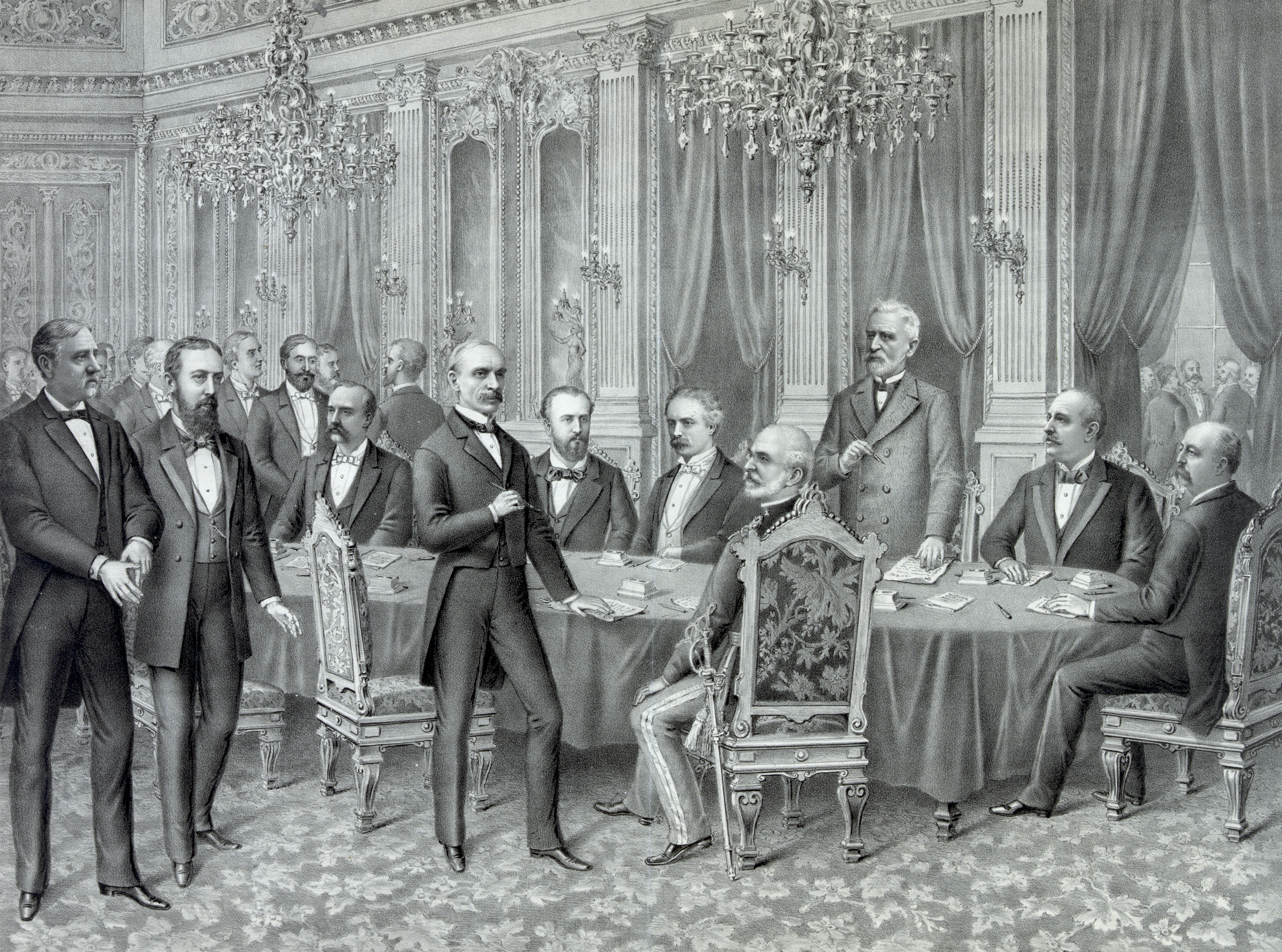
Negociación del Tratado de París en diciembre de 1898.

La guerra hispano-estadounidense fue breve y se decidió en el mar. El 1 de mayo de 1898 la escuadra española de Filipinas era hundida frente a las costas de Cavite por una flota norteamericana —y las tropas norteamericanas desembarcadas ocupaban Manila tres meses y medio después— y el 3 de julio le sucedía lo mismo a la flota enviada a Cuba al mando del almirante Cervera frente a la costa de Santiago de Cuba —a los pocos días Santiago de Cuba, la segunda ciudad en importancia de la isla, caía en manos de las tropas norteamericanas que habían desembarcado—. Poco después los norteamericanos ocupaban la isla vecina de Puerto Rico. Hubo oficiales españoles en Cuba que manifestaron «el convencimiento de que el gobierno de Madrid tenía el deliberado propósito de que la escuadra fuera destruida lo antes posible, para llegar rápidamente a la paz».

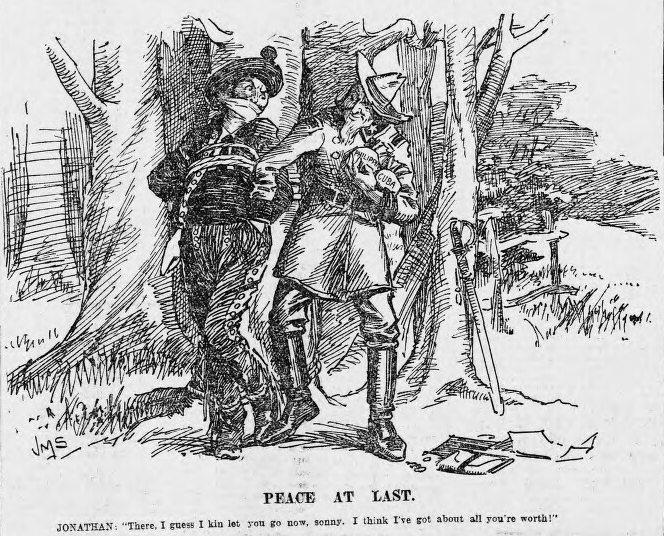
Caricatura satírica norteamericana sobre el Tratado de París de 1898 que se firmó tras la derrota española en la guerra hispano-estadounidense y que acabó con los últimos restos del Imperio español.

Por si fuera poco, algunas de las mejores unidades de la armada como el Acorazado Pelayo o el crucero Carlos V no intervinieron en la guerra a pesar de ser superiores a sus contrapartidas estadounidenses,[cita requerida] aumentado la sensación entre algunos de que se estaba asistiendo a una "demolición controlada" por parte del gobierno español de colonias ingobernables que se iban a perder más pronto que tarde para evitar que el régimen de la restauración colapsara[cita requerida] (de hecho, las pocas posesiones que España conservó tras esta guerra fueron vendidas en 1899 a Alemania). Finalmente, el gobierno español pidió en julio negociar la paz.
Tras conocerse el hundimiento de las dos flotas, el gobierno de Sagasta pidió la mediación de Francia para entablar negociaciones de paz con Estados Unidos que tras la firma del protocolo de Washington el 12 de agosto, comenzaron el 1 de octubre de 1898 y que culminaron con la firma del Tratado de París, el 10 de diciembre. Por este Tratado España reconocía la independencia de Cuba y cedía a Estados Unidos, Puerto Rico, Filipinas y la isla de Guam, en el archipiélago de las Marianas. Al año siguiente España vendió a Alemania por 25 millones de dólares los últimos restos de su imperio colonial en el Pacífico, las islas Carolinas, Marianas —menos Guam— y Palaos. «Calificada como absurda e inútil por gran parte de la historiografía, la guerra contra EE UU se sostuvo por una lógica interna, en la idea de que no era posible mantener el régimen monárquico si no era a partir de una derrota militar más que previsible», afirma Suárez Cortina. Un punto de vista que es compartido por Carlos Dardé: «Una vez planteada la guerra, el gobierno español creyó que no tenía otra solución que luchar, y perder. Pensaron que la derrota —segura— era preferible a la revolución —también segura—». Conceder «la independencia a Cuba, sin ser derrotado militarmente… hubiera implicado en España, más que probablemente, un golpe de Estado militar con amplio apoyo popular, y la caída de la monarquía; es decir, la revolución». Como dijo el jefe de la delegación española en las negociaciones de paz de París, el liberal Eugenio Montero Ríos: «Todo se ha perdido, menos la Monarquía». O como dijo el embajador norteamericano en Madrid: los políticos de los partidos dinásticos preferían «las probabilidades de una guerra, con la seguridad de perder Cuba, al destronamiento de la monarquía».

### El «desastre del 98» y el «regeneracionismo»

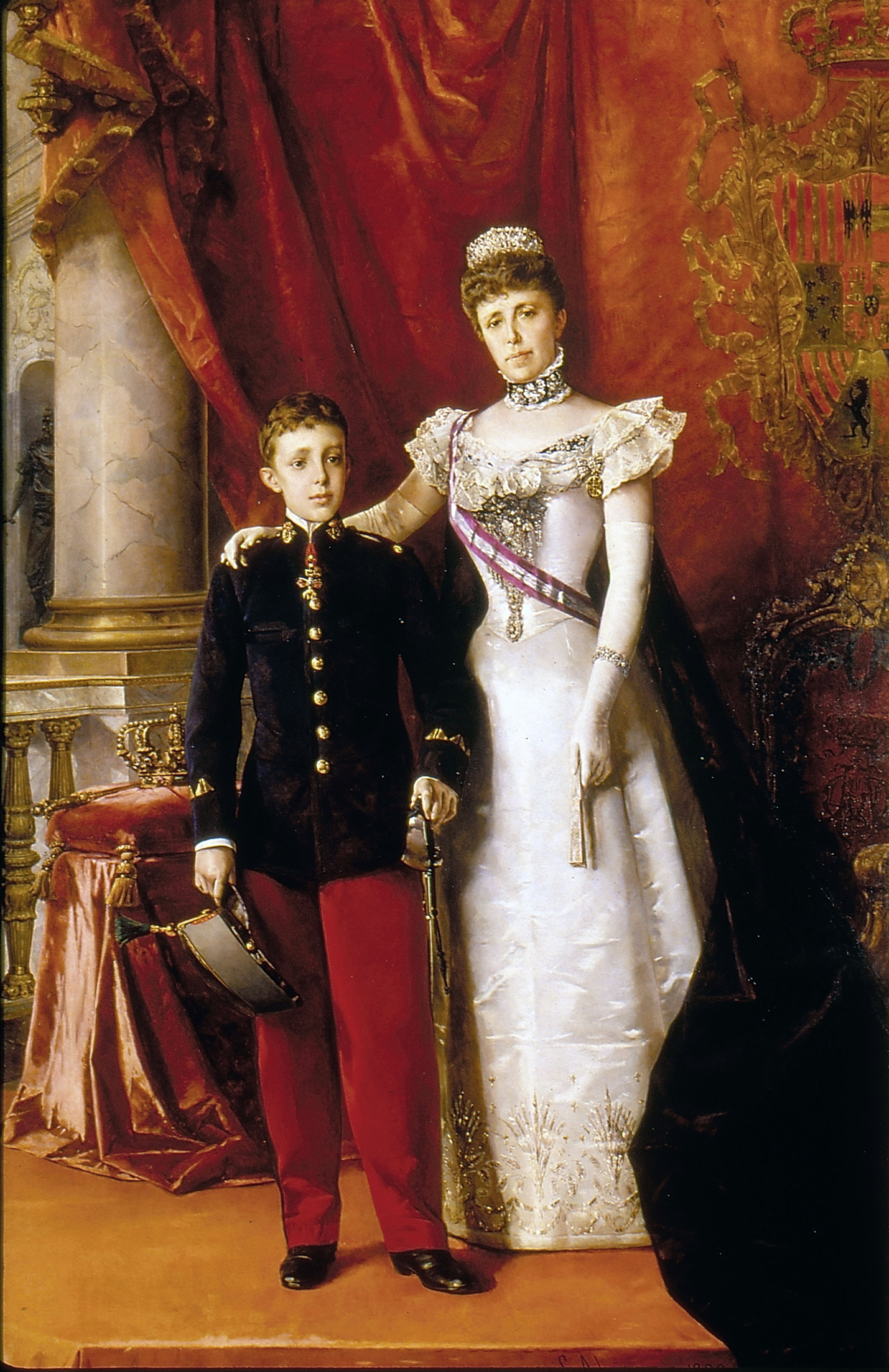
La regente María Cristina de Habsburgo-Lorena con su hijo el futuro Alfonso XIII, de doce años de edad. Cuadro de Luis Álvarez Catalá de 1898.

Tras la derrota, la exaltación patriótica nacionalista española dio paso a un sentimiento de frustración, acrecentado cuando se supo la cifra total de muertos durante la guerra: cerca de 56.000 —2.150 soldados y oficiales muertos en combate, y 53.500, a causa de diversas enfermedades—. El historiador Melchor Fernández Almagro, que era un niño cuando acabó la guerra, se refirió a los soldados heridos y mutilados que volvían de la campaña colonial «recorriendo las calles y plazas en penosa e inevitable exhibición del uniforme de rayadillo reducido a andrajos, con tétrica profusión de muletas, brazos en cabestrillo y parches en el demacrado rostro».
Sin embargo, este sentimiento no tuvo traducción política pues tanto carlistas como republicanos —con la excepción de Pi y Margall que mantuvo una postura anticolonialista— habían apoyado la guerra y se habían manifestado tan nacionalistas, militaristas y colonialistas como los partidos del turno —solo socialistas y anarquistas permanecieron fieles a su ideario internacionalista, anticolonialista y antibelicista— y el régimen de la Restauración conseguiría superar la crisis.

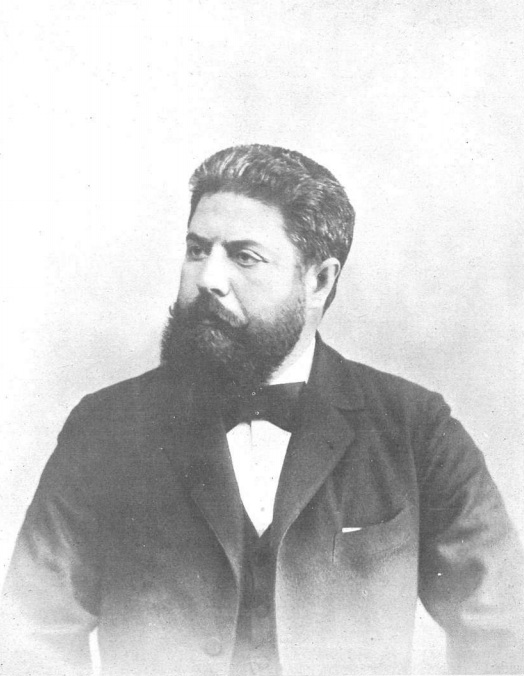
Joaquín Costa.

En los años inmediatamente posteriores a la guerra cobró fuerza el regeneracionismo, una corriente de opinión que planteó la necesidad de «vivificar» —de regenerar— la sociedad española para que no volviera a repetirse el «desastre del 98». Esta corriente participó de lleno en lo que se llamó literatura del Desastre, que ya se había iniciado unos años antes del 98 —Lucas Mallada había publicado Los males de la Patria en 1890— y que se planteó reflexionar sobre las causas que habían conducido a la situación de «postración» en que se encontraba la Nación española —como lo demostraba el hecho de que España había perdido sus colonias mientras que el resto de los principales Estados europeos estaban construyendo sus propios imperios coloniales— y sobre lo que había que hacer para superarla. Entre las muchas obras publicadas destacaron El problema nacional (1899) de Ricardo Macías Picavea, Del desastre nacional y sus causas (1900) de Damián Isern y ¿El pueblo español ha muerto? (1903) del doctor Madrazo. También participaron en este debate sobre el «problema de España» los escritores de lo que años más tarde se llamaría, precisamente, Generación del 98: Ángel Ganivet, Azorín, Miguel de Unamuno, Pío Baroja, Antonio Machado, Ramiro de Maeztu, etc.
Pero, sin duda, el autor de mayor influencia de la literatura regeneracionista fue Joaquín Costa. En 1901 publicó Oligarquía y caciquismo, en la que señaló al sistema político de la Restauración como el principal responsable del "atraso" de España. Para poder «regenerar» al «organismo enfermo» que era la España de 1900 hacía falta un «cirujano de hierro» que pusiera fin al sistema «oligárquico y caciquil» e impulsara un cambio basado en «escuela y despensa».

Contener el movimiento de retroceso y africanización, absoluta y relativa, que nos arrastra cada vez más lejos fuera de la órbita en que gira y se desenvuelve la civilización europea, llevar a cabo una refundación del Estada español. Sobre el patrón europeo que nos ha dado hecho la historia y a cuyo empuje hemos sucumbido, restablecer el crédito de nuestra nación ante el mundo, evitar que Santiago de Cuba encuentre una segunda edición por Santiago de Galicia... o dicho de otro modo: fundar improvisadamente en la Península una España nueva, es decir, una España rica y que coma, una España culta y que piense, una España libre y que gobierne, una España fuerte y que venza, una España, en fin, contemporánea de la humanidad, que al trasponer las fronteras no se siente forastera, como si hubiese penetrado en otro planeta o en otro siglo (...) y no pasemos en breve plazo de clase inferior a raza inferior, esto es, de vasallos que venimos siendo de una oligarquía indígena, a colonos que hemos principiado a ser de franceses, ingleses y alemanes.
 Joaquín Costa, Oligarquía y caciquismo, 1901.

En resumen, en España el resultado de la guerra se vivió como una tragedia, pero solo entre la clase intelectual (lo que dará lugar al Regeneracionismo y a la Generación del 98), ya que la mayoría de la población era analfabeta y vivía bajo el régimen del caciquismo. El desastre no tuvo nada de excepcional en el contexto de la época: ese mismo año los franceses habían tenido que retirarse vergonzosamente ante los británicos en el incidente de Fachoda, los portugueses también habían tenido que ceder ante ellos en 1890, los italianos fueron humillados por nativos en Abisinia en 1896, los griegos sufrieron una dura derrota ante los turcos, China era un Estado dominado por los extranjeros, los rusos fueron severamente derrotados por los japoneses en 1905 y los turcos fueron derrotados por los italianos en 1912, entre otros ejemplos.
Si se toma como ejemplo el caso portugués, cuando debido al ultimátum británico de 1890 el Reino de Portugal tuvo que retirarse de manera humillante sin lucha de algunos territorios coloniales africanos para dejar que el Imperio británico (muy superior en todos los aspectos al portugués) los ocupara, el descontento social que se generó acabó provocando una dinámica que llevó a la caída de la monarquía en 1910.
En 1900, por Decreto del 18 de mayo del Ministerio de Marina, se describió técnicamente la situación de los buques de la Armada en ese momento y se dieron de baja veinticinco unidades por considerarse inútiles para el servicio militar. En resumen, el panorama que se señalaba en ese Decreto del año 1900 era desolador, pues solo consideraba 2 buques aptos para la guerra moderna de entonces. Tras los Acuerdos de Cartagena de 1907 y la ayuda inglesa y francesa por fin la Armada empezaría dotarse de acorazados modernos (los de la clase España).
Económicamente la guerra cambió el transcurso de la economía en España, ya que después de la guerra grandes cantidades de capital en poder de los españoles en Cuba y los Estados Unidos fueron devueltos a la península e invertidos en España. Este flujo masivo de capital (equivalente al 25 % del producto interno bruto de un año) ayudó a desarrollar las grandes empresas modernas en España en las industrias del acero, química, financiera, mecánica, textil, astillero y energía eléctrica.
Pocos años después de la guerra, ya durante el reinado de Alfonso XIII, España mejoró su posición comercial y mantuvo estrechas relaciones con Estados Unidos, lo que provocó la firma de tratados comerciales entre ambos países en 1902, 1906 y 1910. España giraría su punto de atención hacia sus posesiones en África (especialmente el norte de Marruecos, Sahara español y la Guinea Española) y se empezaría a rehabilitar internacionalmente tras la Conferencia de Algeciras de 1906.
Por el Tratado de París de 1900 el gobierno español firmó un acuerdo con el gobierno francés para delimitar definitivamente las fronteras de sus colonias del Sahara y de Guinea respecto de las colonias francesas vecinas. En el caso del Sahara Español debido a errores cometidos los años anteriores por los gobiernos españoles por desidia y olvido los franceses adquirieron varios territorios que habían sido descubiertos antes por exploradores españoles. En el caso de Guinea Española obtuvo solo un exiguo territorio continental de 26 000 km² de los 300 000 que había reclamado históricamente. Aun así, conscientes de su debilidad y de la poca presencia española en esos territorios las décadas anteriores, el gobierno español acogió el acuerdo con satisfacción y lo mismo con la ciudadanía, que estaba cansada de aventuras coloniales y fracasos diplomáticos. En 1904 el gobierno español firmó con el gobierno francés el Convenio hispano-francés de 1904 sobre Marruecos, donde se sentaban las bases del futuro reparto territorial de ese país.

### Los gobiernos «regeneracionistas» (1898-1902)

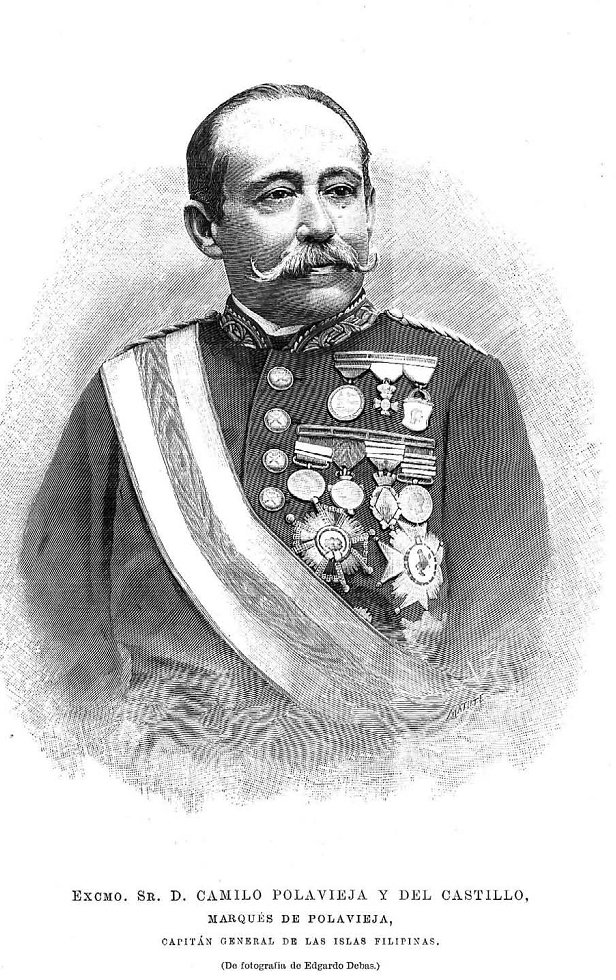
General Camilo Polavieja.

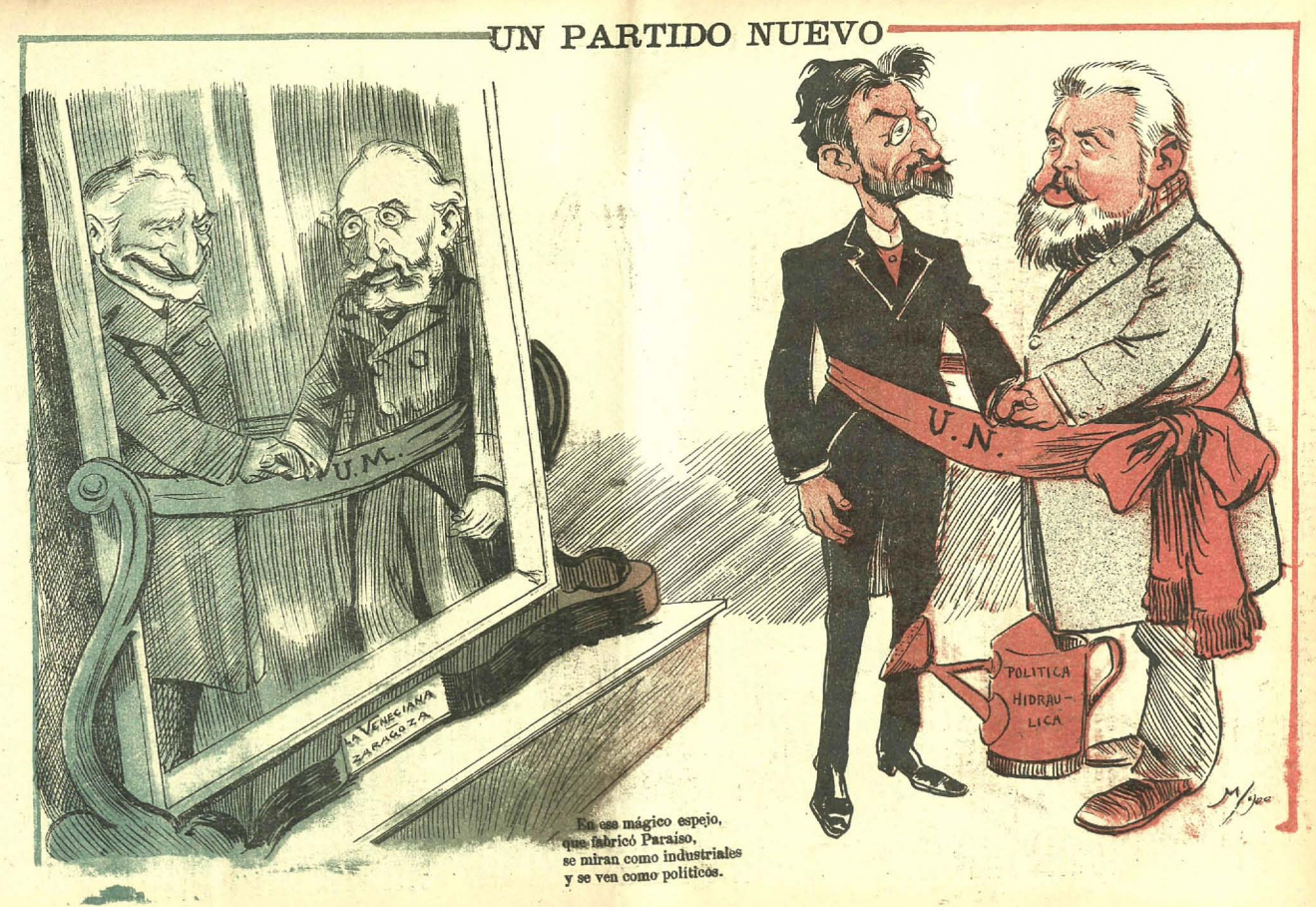
Un partido nuevo, caricatura publicada el 7 de marzo de 1900 en Gedeón, que hace referencia a la formación de la Unión Nacional y en la que aparecen representados Basilio Paraíso y Joaquín Costa.

En marzo de 1899 el nuevo líder conservador, Francisco Silvela, se hizo cargo del gobierno, lo que supuso un gran alivio para Sagasta a quien le había tocado estar al frente del Estado durante los días del desastre del 98. Silvela se hizo eco de las demandas de "regeneración" de la sociedad y del sistema político —él mismo caracterizó la situación como la de un país «sin pulso»—, lo que se tradujo en una serie de medidas reformistas. El proyecto de Silvela — y del general Polavieja, ministro de la Guerra— consistía en «una fórmula de regeneración conservadora que trataba de salvaguardar los valores patrios en un momento de crisis nacional".
La reforma más importante fue la tributaria llevada a cabo por el ministro de Hacienda Raimundo Fernández Villaverde que estaba diseñada para hacer frente a la difícil situación financiera del Estado como consecuencia del aumento del gasto público provocado por la guerra y para frenar la depreciación de la peseta y el alza de precios —con el consiguiente aumento del descontento popular—. Esta reforma estuvo acompañada de la aprobación en 1900 de las dos primeras leyes sociales de la historia española, impulsadas por el ministro Eduardo Dato: una sobre accidentes laborales y otra sobre el trabajo de mujeres y niños. Además Silvela intentó integrar en su gobierno al nacionalismo catalán representado por la Lliga Regionalista que acababa de irrumpir en la vida pública —pero el ministra de Gracia y Justicia, Manuel Duran i Bas, acabó dimitiendo—.

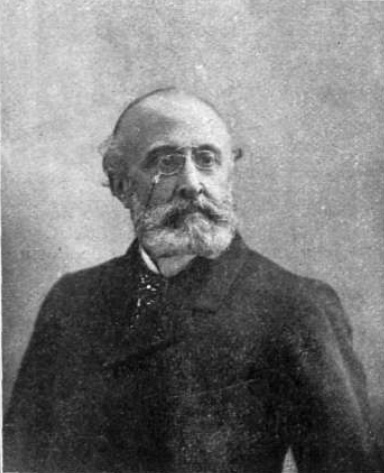
Francisco Silvela (1903), sucesor de Antonio Cánovas del Castillo al frente del Partido Conservador.

El único movimiento de oposición importante con el que tuvo que enfrentarse el gobierno conservador de Silvela fue la huelga de contribuyentes —o "tancament de caixes", literalmente 'cierre de cajas', en Cataluña— promovida entre abril y julio de 1900 por la Liga Nacional de Productores, una organización creada por el regeneracionista Joaquín Costa, y por las Cámaras de Comercio, dirigidas por Basilio Paraíso. Pero este movimiento que exigía cambios políticos y económicos acabó fracasando y la Unión Nacional que surgió del mismo se disolvió, sobre todo cuando la abandonaron las burguesías vasca y catalana que pasaron a apoyar al gobierno de Silvela. Joaquín Costa se orientó entonces hacia el republicanismo.
Las desavenencias internas —resultado fundamentalmente de la oposición del general Polavieja a la reducción del gasto público propuesto por Fernández Villaverde con el fin de alcanzar el equilibrio presupuestario, ya que chocaba con su petición de mayores dotaciones económicas para modernizar al Ejército— fueron las que acabaron provocando la caída del gobierno de Silvela en octubre de 1900. Le sucedió el general Marcelo Azcárraga Palmero, con un gobierno que solo duró cinco meses. En marzo de 1901 el liberal Sagasta volvía a presidir el gobierno que sería el último de la Regencia de María Cristina de Habsburgo-Lorena y el primero del reinado efectivo de Alfonso XIII.

### El impulso del nacionalismo catalán y la consolidación del nacionalismo vasco

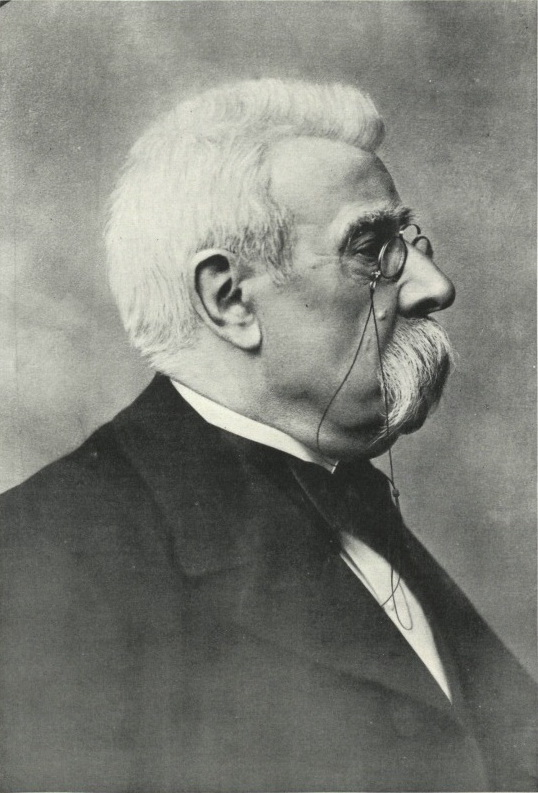
Manuel Duran i Bas.

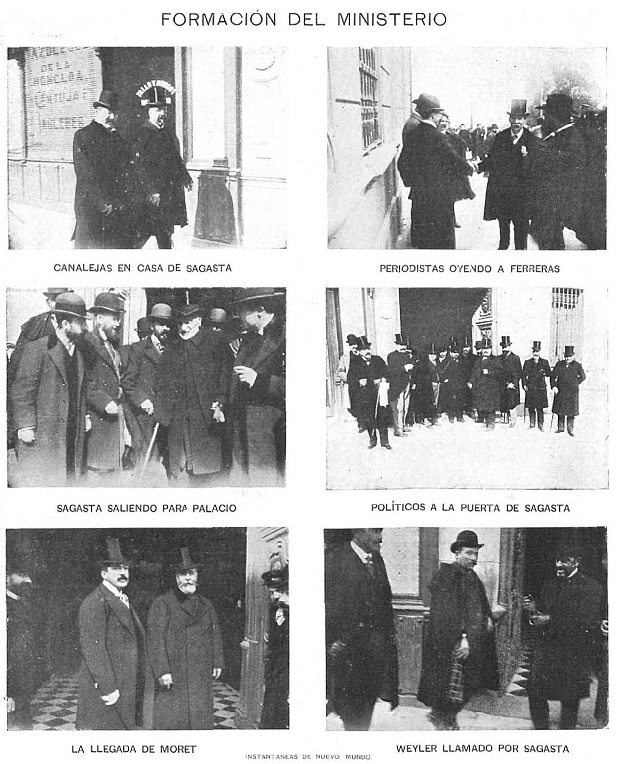
Formación del gobierno de Sagasta de 1901.

La mayoría de los catalanistas apoyaron la concesión de la autonomía a Cuba, pues la consideraron un precedente para conseguir la de Cataluña, pero la propuesta de Francesc Cambó de que la Unió Catalanista hiciera una declaración a favor de la autonomía cubana con posibilidad de llegar a la independencia encontró escaso respaldo.
Tras la derrota española en la guerra hispano-estadounidense el regionalismo catalán experimentó un fuerte impulso, fruto del cual nació en 1901 la Lliga Regionalista. Esta surgió de la fusión de la Unión Regionalista fundada en 1898 y del Centre Nacional Català, que aglutinaba a un grupo escindido de la Unió Catalanista encabezado por Enric Prat de la Riba y Francesc Cambó. La razón de la ruptura fue que estos últimos, en contra de la opinión mayoritaria de la Unió, habían defendido la colaboración con el gobierno conservador de Silvela —uno de ellos Manuel Duran y Bas, formó parte de él; y personalidades cercanas al catalanismo ocuparon las alcaldías de Barcelona, Tarragona y Reus, así como los obispados de Barcelona y Vic—, aunque finalmente rompieron con el Partido Conservador al no ser aceptadas sus reivindicaciones —concierto económico, provincia única, reducción de la presión fiscal—. La respuesta fue el tancament de caixes y la salida del gobierno de Duran i Bas y la dimisión del doctor Bartomeu Robert como alcalde Barcelona.
El fracaso del acercamiento a los conservadores españoles no hizo desaparecer a la nueva Lliga Regionalista sino todo lo contrario ya que encontró un apoyo cada vez mayor entre muchos sectores de la burguesía catalana desilusionados con los partidos del turno. Esto se tradujo en su triunfo en las municipales de 1901 en Barcelona, lo que significó el fin del caciquismo y del fraude electoral en la ciudad.

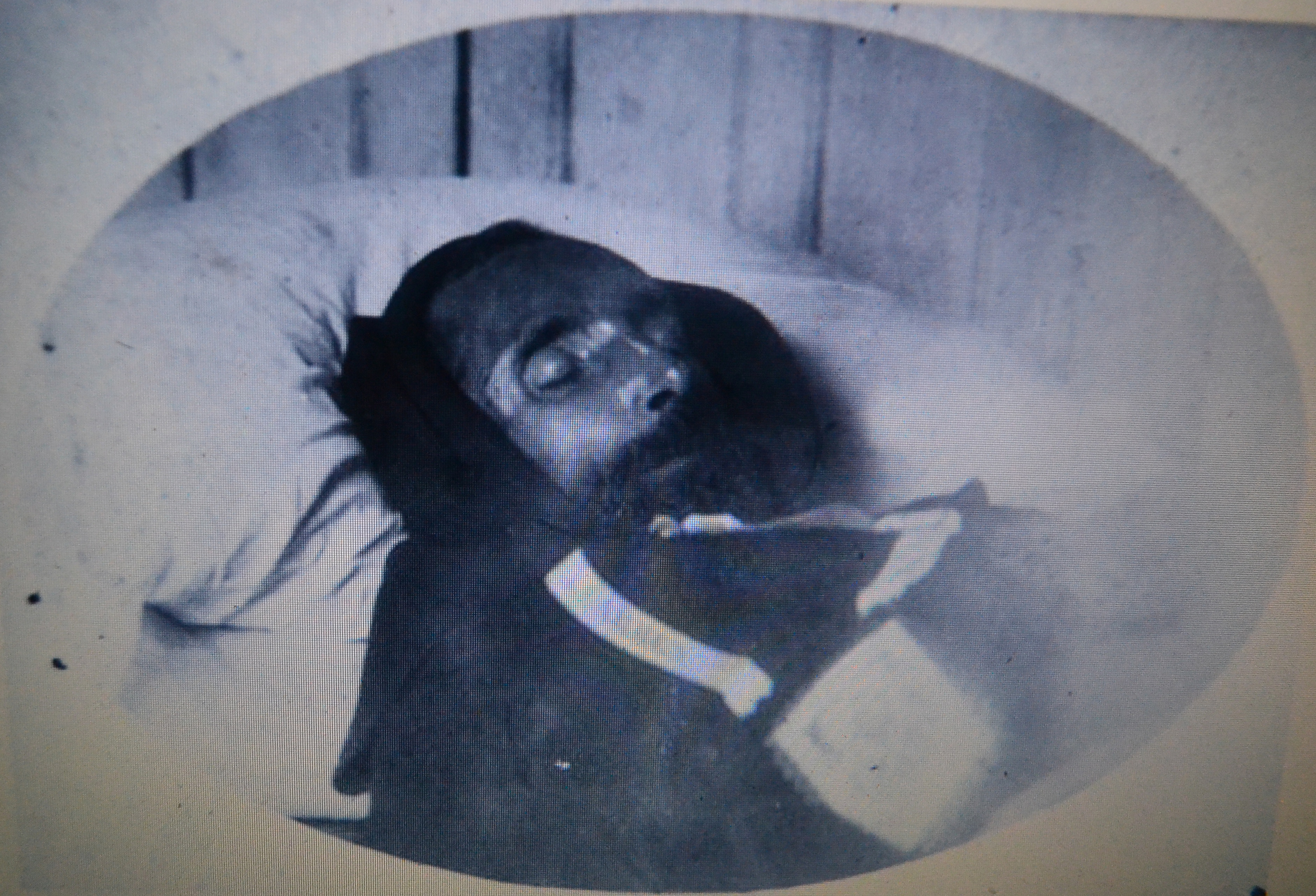
Velatorio de Sabino Arana (noviembre de 1903)

En cuanto al País Vasco, el PNV en 1898 era todavía un grupo político que apenas tenía afiliados y cuya implantación se reducía a Bilbao, y ni siquiera tenía un periódico propio tras la desaparición de Baserritarra el año anterior por problemas económicos. Además su capacidad de influencia se veía limitada por la ola de la exaltación nacionalista española provocada por la guerra hispano-estadounidense —durante una manifestación la casa de Arana en Bilbao fue apedreada—. Pero ese mismo año de 1898 cambió completamente la situación del PNV —que junto con el PSOE habían sido los dos únicos grupos políticos vascos que se había opuesto a la guerra—gracias al ingreso en el mismo del grupo de euskalerriacos que le proporcionaron «cuadros políticos, el semanario Euskalduna y recursos económicos, pues aquellos fueristas eran burgueses vinculados a la industria y al comercio, en especial su dirigente Ramón de la Sota», y que, frente al independentismo de Arana, defendían la autonomía para el País Vasco, acercándose así a los planteamientos del catalanismo. El apoyo los euskalerriacos fue decisivo para que Arana fuera elegido en septiembre de 1898 diputado provincial de Vizcaya por Bilbao. A partir de esa fecha Arana moderó sus planteamientos más radicales, anticapitalistas y antiespañoles, e incluso en el último año de su vida renunció a la independencia de Euskadi y propugnó «una autonomía lo más radical posible dentro de la unidad del estado español», una evolución españolista muy discutida por sus correligionarios después de su muerte —el día 25 de noviembre de 1903— con tan solo 38 años de edad.